# Liste des plantes sauvages de la Belgique
Cette liste de plantes recense les plantes sauvages présentes en Belgique.
On désigne ici par "plantes sauvages" toutes les plantes qui ne sont pas délibérément cultivées par l’homme, c’est-à-dire semées ou plantées. Les plantes que l’on trouve de mémoire d’homme dans un site donné sont qualifiées d’indigènes. Les plantes non indigènes que l’homme a délibérément importées d’ailleurs pour culture, et qui se sont ensuite maintenues après avoir su s’implanter ailleurs, sont appelées plantes subspontanées.
D’autres plantes encore sont introduites involontairement, par exemple par des semences piégées dans du terreau, dans de la laine ou dans les semences de blé. Si ces semences germent et se développent sans toutefois que la plante ne se reproduise durablement et se maintienne, on appelle les plantes correspondantes adventices ou accidentelles.
Si des plantes accidentelles ou des plantes subspontanées sont parvenues à se maintenir trois générations ou plus, on les qualifie de naturalisées. Parmi les plantes naturalisées, on fera la distinction entre celles présentes avant une certaine date, que l’on désignera par archéonaturalisées, et celles qui se sont naturalisées ultérieurement à cette date, les néonaturalisées. La date utilisée ici pour faire cette distinction est l’année 1500. La distinction entre plantes archéonaturalisées et néonaturalisées est également appliquée aux plantes non indigènes qui se sont introduites sans intervention humaine, par exemple par suite d’un changement climatique.
Dans cette liste, le statut de chaque taxon est indiqué de façon indépendante pour la Flandre et pour la Wallonie. En l’absence de cette précision, le statut vaut pour les deux régions. Le nom binominal est composé du nom générique (genre, avec une lettre capitale) suivi de l’espèce (en italique). En plus du nom binominal, peut éventuellement être indiqué le nom de la sous-espèce ou de la variété (en italique également), après l’abréviation « subsp. » ou « var. ».
- Haut – A
- B
- C
- D
- E
- F
- G
- H
- I
- J
- K
- L
- M
- N
- O
- P
- Q
- R
- S
- T
- U
- V
- W
- X
- Y
- Z

## A
A B C D E F G H I J K L M N O P Q R S T U V W Z Sans nom vernaculaire Français
| Nom vernaculaire                | Nom binominal                            | Statut                                                             |
| Abutilon d'Avicenne             | Abutilon theophrasti                     | pas en Flandre, naturalisé en Wallonie                             |
| Ache inondée                    | Apium inundatum                          | indigène                                                           |
| Ache nodiflore                  | Apium nodiflorum                         | indigène                                                           |
| Ache rampante                   | Apium repens                             | indigène en Flandre, disparu de la Wallonie                        |
| Achillée millefeuille           | Achillea millefolium                     | indigène                                                           |
| Achillée sternutatoire          | Achillea ptarmica                        | indigène                                                           |
| Aconit napel                    | Aconitum napellus                        | planté-introduit-cultivé en Flandre, indigène en Wallonie          |
| Aconit tue-loup                 | Aconitum vulparia                        | disparu de la Flandre, indigène en Wallonie                        |
| Acore odorant                   | Acorus calamus                           | naturalisé après 1557                                              |
| Actée en épi                    | Actaea spicata                           | indigène                                                           |
| Adonis couleur de feu           | Adonis flammea                           | pas en Flandre, précédemment introduit mais disparu de la Wallonie |
| Adonis d'automne                | Adonis annua                             | disparu                                                            |
| Adonis d'été                    | Adonis aestivalis                        | disparu                                                            |
| Agripaume cardiaque             | Leonurus cardiaca                        | naturalisé avant 1500                                              |
| Agrostide de Castille           | Agrostris castellana                     | distribution incomplète connue                                     |
| Agrostide des sables            | Agrostis vinealis                        | indigène                                                           |
| Agrostide stolonifère           | Agrostis stolonifera                     | indigène                                                           |
| Agrostide commune               | Agrostis capillaris                      | indigène                                                           |
| Agrostide des chiens            | Agrostis canina                          | indigène                                                           |
| Agrostis géant                  | Agrostis gigantea                        | indigène                                                           |
| Aigremoine eupatoire            | Agrimonia eupatoria                      | indigène                                                           |
| Aigremoine odorante             | Agrimonia procera                        | indigène                                                           |
| Ail à tête ronde                | Allium sphaerocephalum                   | pas en Flandre, indigène en Wallonie                               |
| Ail caréné                      | Allium carinatum                         | pas en Flandre, naturalisé en Wallonie                             |
| Ail des jardins                 | Allium oleraceum                         | indigène                                                           |
| Ail des Ours                    | Allium ursinum                           | indigène                                                           |
| Ail des vignes                  | Allium vineale                           | indigène                                                           |
| Ail rocambole                   | Allium scorodoprasum                     | indigène                                                           |
| Ailante glanduleux              | Ailanthus altissima                      | naturalisé -espèce invasive (A2)                                   |
| Airelle des marais              | Vaccinium uliginosum                     | disparu de la Flandre, indigène en Wallonie                        |
| Airelle rouge                   | Vaccinium vitis-idaea                    | indigène                                                           |
| Ajonc d'Europe                  | Ulex europaeus                           | indigène                                                           |
| Alchémille commune              | Alchemilla mollis                        | naturalisé en Flandre, planté-introduit-cultivé en Wallonie        |
| Alchémille des champs           | Aphanes arvensis                         | indigène                                                           |
| Alchémille des montagnes        | Alchemilla monticola                     | pas en Flandre, indigène en Wallonie                               |
| Alchémille glabre               | Alchemilla glabra                        | indigène                                                           |
| Alchemille grêle                | Alchemilla micans                        | pas en Flandre, disparu de la Wallonie                             |
| Alchémille vert jaune           | Alchemilla xanthochlora                  | indigène                                                           |
| Alchémille vêtue                | Alchemilla filicaulis                    | pas en Flandre, indigène en Wallonie                               |
| Alisier blanc                   | Sorbus aria                              | pas en Flandre, indigène en Wallonie                               |
| Alisier torminal                | Sorbus torminalis                        | pas en Flandre, indigène en Wallonie                               |
| Alisma fausse renoncule         | Baldellia ranunculoides                  | indigène en Flandre, disparu de la Wallonie                        |
| Alliaire officinale             | Alliaria petiolata                       | indigène                                                           |
| Aloès d'eau                     | Stratiotes aloides                       | indigène en Flandre, pas en Wallonie                               |
| Alsine à feuilles ténues        | Minuartia hybrida                        | indigène                                                           |
| Alysson blanc                   | Berteroa incana                          | naturalisé après 1700                                              |
| Alysson calicinal               | Alyssum alyssoides                       | disparu de la Flandre, indigène en Wallonie                        |
| Amarante blanche                | Amaranthus albus                         | naturalisé                                                         |
| Amarante blette                 | Amaranthus blitum                        | naturalisé avant 1500                                              |
| Amarante couchée                | Amaranthus deflexus                      | naturalisé                                                         |
| Amarante de Bouchon             | Amaranthus hybridus subsp. bouchonii     | naturalisé en Flandre, accidentel en Wallonie                      |
| Amarante fausse-blite           | Amaranthus blitoides                     | naturalisé en Flandre                                              |
| Amarante réfléchie              | Amaranthus retroflexus                   | naturalisé                                                         |
| Amarante hybride                | Amaranthus hybridus subsp. hybridus      | naturalisé en Flandre, accidentel en Wallonie                      |
| Ambroisie à épis grêles         | Ambrosia psilostachya                    | naturalisé en Flandre, naturalisé mais disparu de la Wallonie      |
| Ambroisie à feuilles d'armoise  | Ambrosia artemisiifolia                  | accidentel                                                         |
| Amélanchier à feuilles ovales   | Amelanchier ovalis                       | pas en Flandre, indigène en Wallonie                               |
| Amélanchier de Lamarck          | Amelanchier lamarckii                    | naturalisé en Flandre, planté-introduit-cultivé en Wallonie        |
| Amsinckie de Menzies            | Amsinckia micrantha                      | naturalisé en Flandre, pas en Wallonie                             |
| Ancolie commune                 | Aquilegia vulgaris                       | pas en Flandre, indigène en Wallonie                               |
| Andromède                       | Andromeda polifolia                      | indigène                                                           |
| Androsème officinal             | Hypericum androsaemum                    | pas en Flandre, indigène en Wallonie                               |
| Anémone des Apennins            | Anemone apennina                         | pas en Flandre, naturalisé en Wallonie                             |
| Anémone des bois                | Anemone nemorosa                         | indigène                                                           |
| Anémone fausse renoncule        | Anemone ranunculoides                    | indigène                                                           |
| Angélique des bois              | Angelica sylvestris                      | indigène                                                           |
| Anthémis des champs             | Anthemis arvensis                        | indigène                                                           |
| Anthémis des teinturiers        | Anthemis tinctoria                       | indigène                                                           |
| Anthrisque commun               | Anthriscus caucalis                      | indigène                                                           |
| Anthrisque sauvage              | Anthriscus sylvestris                    | indigène                                                           |
| Anthyllide vulnéraire           | Anthyllis vulneraria                     | indigène                                                           |
| Apéra interrompue               | Apera interrupta                         | naturalisé                                                         |
| Aphane à petits fruits          | Aphanes australis                        | indigène                                                           |
| Arabette de Haller              | Arabidopsis halleri                      | pas en Flandre, naturalisé en Wallonie                             |
| Arabette de Thalius             | Arabidopsis thaliana                     | indigène                                                           |
| Arabette des sables             | Arabidopsis arenosa                      | indigène                                                           |
| Arabette glabre                 | Arabis glabra                            | indigène                                                           |
| Arabette hérissée               | Arabis hirsuta subsp. hirsuta            | indigène                                                           |
| Arabette pauciflore             | Arabis pauciflora                        | pas en Flandre, indigène en Wallonie                               |
| Arabette sagittée               | Arabis hirsuta subsp. sagittata          | naturalisé en Flandre, indigène en Wallonie                        |
| Arabette Tourette               | Arabis turrita                           | pas en Flandre, naturalisé en Wallonie                             |
| Arbre aux papillons             | Buddleja davidii                         | naturalisé - espèce invasive (B3)                                  |
| Argousier                       | Hippophae rhamnoides                     | indigène en Flandre, planté-introduit-cultivé en Wallonie          |
| Aristoloche clématite           | Aristolochia clematitis                  | naturalisé avant 1500                                              |
| Armérie maritime                | Armeria maritima                         | indigène                                                           |
| Absinthe                        | Artemisia absinthium                     | indigène                                                           |
| Armoise bisannuelle             | Artemisia biennis                        | accidentel en Flandre, pas en Wallonie                             |
| Armoise blanche                 | Artemisia alba                           | pas en Flandre, indigène en Wallonie                               |
| Armoise champêtre               | Artemisia campestris subsp. campestris   | indigène                                                           |
| Armoise maritime                | Artemisia maritima                       | indigène en Flandre, pas en Wallonie                               |
| Armoise vulgaire                | Artemisia vulgaris                       | indigène                                                           |
| Arnica des montagnes            | Arnica montana                           | disparu de la Flandre, indigène en Wallonie                        |
| Arnoséris naine                 | Arnoseris minima                         | indigène en Flandre, disparu de la Wallonie                        |
| Aronie                          | Aronia ×prunifolia                       | planté-introduit-cultivé en Flandre, pas en Wallonie               |
| Arroche à fruit pédonculé       | Atriplex pedunculata                     | indigène en Flandre, pas en Wallonie                               |
| Arroche des sables              | Atriplex laciniata                       | indigène en Flandre, pas en Wallonie                               |
| Arroche du littoral             | Atriplex littoralis                      | indigène en Flandre, pas en Wallonie                               |
| Arroche étalée                  | Atriplex patula                          | naturalisé avant de 1500                                           |
| Arroche glabriuscule            | Atriplex glabriuscula                    | indigène en Flandre, pas en Wallonie                               |
| Arroche hastée                  | Atriplex prostrata                       | indigène                                                           |
| Arum tacheté                    | Arum maculatum                           | indigène                                                           |
| Asaret d'Europe                 | Asarum europaeum                         | pas en Flandre, indigène en Wallonie                               |
| Asperge officinale              | Asparagus officinalis subsp. officinalis | indigène                                                           |
| Asperge prostrée                | Asparagus officinalis subsp. prostratus  | indigène en Flandre, pas en Wallonie                               |
| Aspérule de l'esquinancie       | Asperula cynanchica                      | indigène                                                           |
| Aspérule des champs             | Asperula arvensis                        | indigène                                                           |
| Aspérule odorante               | Galium odoratum                          | indigène                                                           |
| Capillaire vert                 | Asplenium viride                         | pas en Flandre, indigène en Wallonie                               |
| Asplénium des fontaines         | Asplenium fontanum                       | pas en Flandre, indigène en Wallonie                               |
| Aster à feuilles d'Osyris       | Aster linosyris                          | pas en Flandre, indigène en Wallonie                               |
| Aster amelle                    | Aster amellus                            | pas en Flandre, peut être indigène en Wallonie                     |
| Aster à feuilles lancéolées     | Aster lanceolatus                        | naturalisé                                                         |
| Aster maritime                  | Aster tripolium                          | indigène                                                           |
| Atropis distant                 | Puccinellia distans subsp. distans       | indigène en Flandre, naturalisé en Wallonie                        |
| Atropis pâle                    | Puccinellia distans subsp. borealis      | indigène en Flandre, pas en Wallonie                               |
| Aubépine à deux styles          | Crataegus laevigata                      | indigène                                                           |
| Aubépine à feuilles en éventail | Crataegus rosiformis                     | disparu de la Flandre, indigène en Wallonie                        |
| Aubépine monogyne               | Crataegus monogyna                       | indigène                                                           |
| Aulne blanc                     | Alnus incana                             | naturalisé                                                         |
| Aulne glutineux                 | Alnus glutinosa                          | indigène                                                           |
| Avoine des prés                 | Helictotrichon pratense                  | pas en Flandre, indigène en Wallonie                               |
| Avoine élevée                   | Arrhenatherum elatius                    | indigène                                                           |
| Avoine pubescente               | Helictotrichon pubescens                 | indigène                                                           |
| Azolla fausse-filicule          | Azolla filiculoides                      | indigène                                                           |

## B
A B C D E F G H I J K L M N O P Q R S T U V W Z Sans nom vernaculaire Français
| Nom vernaculaire                  | Nom binominal                            | Statut                                                                   |
| Baldingère                        | Phalaris arundinacea                     | indigène                                                                 |
| Ballote                           | Ballota nigra subsp. foetida             | indigène                                                                 |
| Balsamine à petites fleurs        | Impatiens parviflora                     | naturalisé                                                               |
| Balsamine des bois                | Impatiens noli-tangere                   | indigène                                                                 |
| Balsamine de l'Himalaya           | Impatiens glandulifera                   | naturalisé - espèce hautement invasive (A3)                              |
| Barbarée commune                  | Barbarea vulgaris                        | indigène                                                                 |
| Barbarée intermédiaire            | Barbarea intermedia                      | indigène                                                                 |
| Barbarée printanière              | Barbarea verna                           | naturalisé                                                               |
| Barbarée raide                    | Barbarea stricta                         | indigène en Flandre, distribution incomplète connue en Wallonie          |
| Barbotine                         | Tanacetum vulgare                        | indigène                                                                 |
| Bardane des bois                  | Hieracium sabaudum                       | indigène                                                                 |
| Bardane tomenteuse                | Arctium tomentosum                       | indigène                                                                 |
| Barkhausie hérissée               | Crepis setosa                            | naturalisé en Flandre, disparu de la Wallonie                            |
| Bassia hirsute                    | Bassia hirsuta                           | disparu de la Flandre, pas en Wallonie                                   |
| Baume sauvage                     | Mentha ×rotundifolia                     | indigène                                                                 |
| Bec de cigogne glutineux          | Erodium lebelii                          | indigène en Flandre, pas en Wallonie                                     |
| Bec-de-grue                       | Erodium cicutarium                       | indigène                                                                 |
| Belladone                         | Atropa bella-donna                       | indigène                                                                 |
| Benoîte commune                   | Geum urbanum                             | indigène                                                                 |
| Benoîte des ruisseaux             | Geum rivale                              | disparu de la Flandre, indigène en Wallonie                              |
| Berce du Caucase                  | Heracleum mantegazzianum                 | naturalisé - espèce hautement invasive (A3)                              |
| Berce sphondyle                   | Heracleum sphondylium                    | indigène                                                                 |
| Bétoine                           | Stachys officinalis                      | indigène                                                                 |
| Bette maritime                    | Beta vulgaris subsp. maritima            | indigène en Flandre, pas en Wallonie                                     |
| Bident à feuilles connées         | Bidens connata                           | naturalisé après 1950                                                    |
| Bident à fruits noirs             | Bidens frondosa                          | naturalisé                                                               |
| Bident penché                     | Bidens cernua                            | indigène                                                                 |
| Bident radié                      | Bidens radiata                           | pas en Flandre, accidentel en Wallonie                                   |
| Bident triparti                   | Bidens tripartita                        | indigène                                                                 |
| Bistorte                          | Persicaria bistorta                      | indigène                                                                 |
| Blackstonie perfoliée             | Blackstonia perfoliata subsp. perfoliata | indigène                                                                 |
| Bois-gentil                       | Daphne mezereum                          | indigène                                                                 |
| Botryche lunaire                  | Botrychium lunaria                       | indigène                                                                 |
| Botryche à feuilles de Matricaire | Botrychium matricariifolium              | disparu de la Flandre, pas en Wallonie                                   |
| Bouillon blanc                    | Verbascum thapsus                        | indigène                                                                 |
| Bouleau pubescent                 | Betula pubescens                         | indigène                                                                 |
| Bouleau verruqueux                | Betula pendula                           | indigène                                                                 |
| Bourdaine                         | Rhamnus frangula                         | indigène                                                                 |
| Bourrache                         | Borago officinalis                       | planté-introduit-cultivé                                                 |
| Brachypode des bois               | Brachypodium sylvaticum                  | indigène                                                                 |
| Brachypode penné                  | Brachypodium pinnatum                    | indigène                                                                 |
| Braya chouchée                    | Sisymbrium supinum                       | pas en Flandre, disparu de la Wallonie                                   |
| Brize intermédiaire               | Briza media                              | indigène                                                                 |
| Brome à fleurs nombreuses         | Bromus grossus                           | indigène                                                                 |
| Brome caréné                      | Ceratochloa carinata                     | naturalisé en Flandre, accidentel en Wallonie                            |
| Brome de Beneken                  | Bromopsis ramosa subsp. benekenii        | probablement pas en Flandre, indigène en Wallonie                        |
| Brome des Ardennes                | Bromus bromoideus                        | pas en Flandre, espèce endémique de la Wallonie, éteint à l'état sauvage |
| Brome des champs                  | Bromus arvensis                          | naturalisé                                                               |
| Brome des toits                   | Anisantha tectorum                       | indigène                                                                 |
| Brome dressé                      | Bromopsis erecta                         | indigène                                                                 |
| Brome élégant                     | Bromus lepidus                           | pas en Flandre, probablement pas indigène en Wallonie                    |
| Brome en grappe                   | Bromus racemosus subsp. commutatus       | indigène                                                                 |
| Brome faux-seigle                 | Bromus secalinus                         | indigène                                                                 |
| Brome inerme                      | Bromopsis inermis                        | indigène                                                                 |
| Brome mou                         | Bromus hordeaceus subsp. thominei        | indigène en Flandre, pas en Wallonie                                     |
| Brome mou                         | Bromus hordeaceus                        | indigène                                                                 |
| Brome raide                       | Anisantha diandra                        | indigène en Flandre, pas en Wallonie                                     |
| Brome rameux                      | Bromus racemosus                         | indigène                                                                 |
| Brome rude                        | Bromopsis ramosa subsp. ramosa           | indigène                                                                 |
| Brome stérile                     | Anisantha sterilis                       | indigène                                                                 |
| Brunelle à grandes fleurs         | Prunella grandiflora                     | pas en Flandre, disparu in Wallonie                                      |
| Brunelle commune                  | Prunella vulgaris                        | indigène                                                                 |
| Brunelle laciniée                 | Prunella laciniata                       | pas en Flandre, indigène en Wallonie                                     |
| Bruyère à quatre angles           | Erica tetralix                           | indigène                                                                 |
| Bruyère cendrée                   | Erica cinerea                            | indigène en Flandre, pas en Wallonie                                     |
| Bryone dioïque                    | Bryonia dioica                           | indigène                                                                 |
| Bugle de Genève                   | Ajuga genevensis                         | pas en Flandre, indigène en Wallonie                                     |
| Bugle petit-pin                   | Ajuga chamaepitys                        | pas en Flandre, indigène en Wallonie                                     |
| Bugle pyramidal                   | Ajuga pyramidalis                        | pas en Flandre, indigène en Wallonie                                     |
| Bugle rampante                    | Ajuga reptans                            | indigène                                                                 |
| Buglosse des champs               | Anchusa arvensis                         | indigène                                                                 |
| Buglosse officinale               | Anchusa officinalis                      | indigène en Flandre, accidentel en Wallonie                              |
| Buglosse toujours verte           | Pentaglottis sempervirens                | naturalisé                                                               |
| Bugrane épineuse                  | Ononis repens subsp. spinosa             | indigène                                                                 |
| Bugrane puante                    | Ononis natrix                            | pas en Flandre, disparu de la Wallonie                                   |
| Bugrane rampante                  | Ononis repens subsp. repens              | indigène                                                                 |
| Buis commun                       | Buxus sempervirens                       | pas en Flandre, indigène en Wallonie                                     |
| Bunias d'Orient                   | Bunias orientalis                        | indigène                                                                 |
| Buplèvre à feuilles rondes        | Bupleurum rotundifolium                  | indigène                                                                 |
| Buplèvre en faux                  | Bupleurum falcatum                       | pas en Flandre, indigène en Wallonie                                     |
| Buplèvre menu                     | Bupleurum tenuissimum                    | disparu de la Flandre, pas en Wallonie                                   |
| Butome à ombelle                  | Butomus umbellatus                       | indigène                                                                 |

## C
A B C D E F G H I J K L M N O P Q R S T U V W Z Sans nom vernaculaire Français
| Nom vernaculaire                 | Nom binominal                             | Statut                                                                          |
| Caille-lait blanc                | Galium mollugo                            | indigène                                                                        |
| Cakilier maritime                | Cakile maritima                           | indigène en Flandre, pas en Wallonie                                            |
| Calamagrostide blanchâtre        | Calamagrostis canescens                   | indigène                                                                        |
| Calamagrostide faux-roseau       | Calamagrostis arundinacea                 | pas en Flandre, indigène en Wallonie                                            |
| Calamagrostis des montagnes      | Calamagrostis varia                       | pas en Flandre, disparu de la Wallonie                                          |
| Calamagrostis pourpre            | Calamagrostris phragmitoides              | pas en Flandre, indigène en Wallonie                                            |
| Calament ascendant               | Calamintha ascendens                      | disparu de la Flandre, indigène en Wallonie                                     |
| Calament des bois                | Clinopodium menthifolium                  | peut être naturalisé en Flandre, peut être indigène en Wallonie                 |
| Calament nepeta                  | Clinopodium calamintha                    | naturalisé en Flandre, peut être naturalisé en Wallonie                         |
| Calépine irrégulière             | Calepina irregularis                      | pas en Flandre, disparu de la Wallonie                                          |
| Calla des marais                 | Calla palustris                           | indigène                                                                        |
| Callitriche à angles obtus       | Callitriche obtusangula                   | indigène                                                                        |
| Callitriche à crochets           | Callitriche hamulata                      | indigène                                                                        |
| Callitriche à fruits plats       | Callitriche platycarpa                    | indigène                                                                        |
| Callitriche des eaux stagnantes  | Callitriche stagnalis                     | indigène                                                                        |
| Callitriche des marais           | Callitriche palustris                     | indigène                                                                        |
| Callitriche pédonculé            | Callitriche brutia                        | indigène en Flandre, disparu de la Wallonie                                     |
| Callitriche tronqué              | Callitriche truncata                      | indigène en Flandre, pas en Wallonie                                            |
| Callune                          | Calluna vulgaris                          | indigène                                                                        |
| Camarine noire                   | Empetrum nigrum                           | pas en Flandre, indigène en Wallonie                                            |
| Caméline cultivée                | Camelina sativa subsp. alyssum            | naturalisé avant 1500 mais disparu maintenant                                   |
| Camomille allemande              | Matricaria chamomilla                     | indigène                                                                        |
| Camomille puante                 | Anthemis cotula                           | indigène                                                                        |
| Campanule à feuilles de pêcher   | Campanula persicifolia                    | indigène                                                                        |
| Campanule à feuilles en losange  | Campanula rhomboidalis                    | indigène en Flandre, pas en Wallonie                                            |
| Campanule à feuilles rondes      | Campanula rotundifolia                    | indigène                                                                        |
| Campanule à larges feuilles      | Campanula latifolia                       | naturalisé                                                                      |
| Campanule agglomérée             | Campanula glomerata                       | pas en Flandre, indigène en Wallonie                                            |
| Campanule cervicaire             | Campanula cervicaria                      | pas en Flandre, indigène en Wallonie                                            |
| Campanule étalée                 | Campanula patula                          | naturalisé en Flandre, indigène en Wallonie                                     |
| Campanule fausse raiponce        | Campanula rapunculoides                   | indigène                                                                        |
| Campanule gantelée               | Campanula trachelium                      | indigène                                                                        |
| Campanule raiponce               | Campanula rapunculus                      | indigène                                                                        |
| Canche caryophyllée              | Aira caryophyllea                         | indigène                                                                        |
| Canche cespiteuse                | Deschampsia cespitosa                     | indigène                                                                        |
| Canche des marais                | Deschampsia setacea                       | indigène en Flandre, pas en Wallonie                                            |
| Canche flexueuse                 | Deschampsia flexuosa                      | indigène                                                                        |
| Canche printanière               | Aira praecox                              | indigène                                                                        |
| Canneberge                       | Vaccinium oxycoccus                       | indigène                                                                        |
| Capillaire des murailles         | Asplenium trichomanes                     | indigène                                                                        |
| Capselle bourse-à-pasteur        | Capsella bursa-pastoris                   | indigène                                                                        |
| Capselle rougeâtre               | Capsella rubella                          | pas en Flandre, indigène en Wallonie                                            |
| Cardamine des bois               | Cardamine flexuosa                        | indigène                                                                        |
| Cardamine des prés               | Cardamine pratensis                       | indigène                                                                        |
| Cardamine hérissée               | Cardamine hirsuta                         | indigène                                                                        |
| Cardamine impatiente             | Cardamine impatiens                       | indigène                                                                        |
| Cardère sauvage                  | Dipsacus fullonum                         | indigène                                                                        |
| Cardère velue                    | Dipsacus pilosus                          | indigène                                                                        |
| Carex étoilé                     | Carex muricata                            | indigène                                                                        |
| Carex vésiculeux                 | Carex vesicaria                           | indigène                                                                        |
| Carline commune                  | Carlina vulgaris                          | indigène                                                                        |
| Carotte sauvage                  | Daucus carota                             | indigène                                                                        |
| Carum verticillé                 | Carum verticillatum                       | indigène                                                                        |
| Carvi                            | Carum carvi                               | pas en Flandre, indigène en Wallonie                                            |
| Cassis                           | Ribes nigrum                              | indigène                                                                        |
| Catabrose aquatique              | Catabrosa aquatica                        | indigène                                                                        |
| Catapode maritime                | Catapodium marinum                        | indigène en Flandre, pas en Wallonie                                            |
| Catapode rigide                  | Catapodium rigidum                        | indigène                                                                        |
| Caucalis à fruits aplatis        | Caucalis platycarpos                      | pas en Flandre, indigène en Wallonie                                            |
| Caucalis à larges feuilles       | Turgenia latifolia                        | pas en Flandre, disparu de la Wallonie                                          |
| Céleri                           | Apium graveolens                          | indigène en Flandre, pas en Wallonie                                            |
| Centaurée bleuet                 | Centaurea cyanus                          | indigène                                                                        |
| Centaurée chausse-trappe         | Centaurea calcitrapa                      | disparu de la Flandre, indigène en Wallonie                                     |
| Centaurée des montagnes          | Centaurea montana                         | pas en Flandre, indigène en Wallonie                                            |
| Centaurée jacée                  | Centaurea jacea                           | indigène                                                                        |
| Centaurée naine                  | Centaurium pulchellum                     | indigène                                                                        |
| Centaurée scabieuse              | Centaurea scabiosa                        | indigène                                                                        |
| Céphalanthère à longues feuilles | Cephalanthera longifolia                  | indigène                                                                        |
| Céphalanthère de Damas           | Cephalanthera damasonium                  | indigène                                                                        |
| Céphalanthère rouge              | Cephalanthera rubra                       | pas en Flandre, disparu de la Wallonie                                          |
| Céraiste à cinq étamines         | Cerastium semidecandrum                   | indigène                                                                        |
| Céraiste à pétales courts        | Cerastium brachypetalum                   | pas en Flandre, indigène en Wallonie                                            |
| Céraiste à quatre étamines       | Cerastium diffusum                        | indigène en Flandre, pas en Wallonie                                            |
| Céraiste aggloméré               | Cerastium glomeratum                      | indigène                                                                        |
| Céraiste commun                  | Cerastium fontanum subsp. vulgare         | indigène                                                                        |
| Céraiste des champs              | Cerastium arvense                         | indigène                                                                        |
| Céraiste nain                    | Cerastium pumilum                         | indigène                                                                        |
| Céraiste pâle                    | Cerastium glutinosum                      | distribution incomplète connue                                                  |
| Cératophylle immergé             | Ceratophyllum demersum                    | indigène                                                                        |
| Cerfeuil doré                    | Chaerophyllum aureum                      | pas en Flandre, indigène en Wallonie                                            |
| Cerfeuil musqué                  | Myrrhis odorata                           | naturalisé                                                                      |
| Cerfeuil penché                  | Chaerophyllum temulum                     | indigène                                                                        |
| Cerisier à grappes               | Prunus padus                              | indigène                                                                        |
| Cerisier de Sainte Lucie         | Prunus mahaleb                            | pas en Flandre, indigène en Wallonie                                            |
| Cerisier tardif                  | Prunus serotina                           | naturalisé                                                                      |
| Cétérach officinal               | Asplenium ceterach                        | indigène                                                                        |
| Chardon à capitules grêles       | Carduus tenuiflorus                       | indigène en Flandre, pas en Wallonie                                            |
| Chardon crépu                    | Carduus crispus                           | indigène                                                                        |
| Chardon fausse acanthe           | Carduus acanthoides                       | pas en Flandre, indigène en Wallonie                                            |
| Chardon penché                   | Carduus nutans                            | indigène                                                                        |
| Charme commun                    | Carpinus betulus                          | indigène                                                                        |
| Châtaigne de terre               | Bunium bulbocastanum                      | pas en Flandre, indigène en Wallonie                                            |
| Châtaigne d'eau                  | Trapa natans                              | pas en Flandre, disparu de la Wallonie                                          |
| Châtaignier commun               | Castanea sativa                           | naturalisé avant 1500                                                           |
| Chêne pédonculé                  | Quercus robur                             | indigène                                                                        |
| Chêne pubescent                  | Quercus pubescens                         | pas en Flandre, indigène en Wallonie                                            |
| Chêne rouge d'Amérique           | Quercus rubra                             | naturalisé                                                                      |
| Chêne sessile                    | Quercus petraea                           | indigène                                                                        |
| Chénopode à feuilles de figuier  | Chenopodium ficifolium                    | indigène                                                                        |
| Chénopode à feuilles grasses     | Chenopodium chenopodioides                | indigène en Flandre, pas en Wallonie                                            |
| Chénopode blanc                  | Chenopodium album                         | indigène                                                                        |
| Chénopode Bon-Henri              | Chenopodium bonus-henricus                | naturalisé avant 1500                                                           |
| Chénopode botrys                 | Chenopodium botrys                        | pas en Flandre, naturalisé en Wallonie                                          |
| Chénopode des murs               | Chenopodium murale                        | indigène                                                                        |
| Chénopode des villages           | Chenopodium urbicum                       | pas en Flandre, disparu de la Wallonie                                          |
| Chénopode fausse-ambroisie       | Chenopodium ambrosioides                  | naturalisé en Flandre, probablement ne pas encore naturalisé en Wallonie        |
| Chénopode fétide                 | Chenopodium vulvaria                      | indigène en Flandre, disparu de la Wallonie                                     |
| Chénopode glauque                | Chenopodium glaucum                       | naturalisé avant 1500                                                           |
| Chénopode hybride                | Chenopodium hybridum                      | naturalisé avant 1500                                                           |
| Chénopode polysperme             | Chenopodium polyspermum                   | indigène                                                                        |
| Chénopode pumilio                | Chenopodium pumilio                       | naturalisé en Flandre, naturalisé en Wallonie mais peut être disparu maintenant |
| Chénopode rouge                  | Chenopodium rubrum                        | indigène                                                                        |
| Chénorhinum mineur               | Chaenorhinum minus                        | indigène                                                                        |
| Chèvrefeuille des bois           | Lonicera periclymenum                     | indigène                                                                        |
| Chèvrefeuille des haies          | Lonicera xylosteum                        | indigène                                                                        |
| Chicorée sauvage                 | Cichorium intybus                         | naturalisé avant 1500                                                           |
| Chiendent à feuilles de Jonc     | Elytrigia juncea subsp. boreoatlantica    | indigène en Flandre, pas en Wallonie                                            |
| Chiendent des chiens             | Elymus caninus                            | indigène                                                                        |
| Chiendent littoral               | Elytrigia atherica                        | indigène en Flandre, pas en Wallonie                                            |
| Chiendent officinal              | Elytrigia repens                          | indigène                                                                        |
| Chiendent pied de poule          | Cynodon dactylon                          | indigène en Flandre, probablement disparu de la Wallonie                        |
| Choin noirâtre                   | Schoenus nigricans                        | indigène en Flandre, disparu de la Wallonie                                     |
| Chou marin                       | Crambe maritima                           | indigène en Flandre, pas en Wallonie                                            |
| Chrysanthème des moissons        | Chrysanthemum segetum                     | indigène                                                                        |
| Ciboulette                       | Allium schoenoprasum                      | planté-introduit-cultivé en Flandre, naturalisé en Wallonie                     |
| Cicendie filiforme               | Cicendia filiformis                       | indigène                                                                        |
| Ciguë vireuse                    | Cicuta virosa                             | pas en Flandre, disparu de la Wallonie                                          |
| Cinéraire des marais             | Tephroseris palustris                     | indigène                                                                        |
| Circée de Paris                  | Circaea lutetiana                         | indigène                                                                        |
| Circée des Alpes                 | Circaea alpina                            | pas en Flandre, disparu de la Wallonie                                          |
| Circée intermédiaire             | Circaea ×intermedia                       | pas en Flandre, indigène en Wallonie                                            |
| Cirse acaule                     | Cirsium acaule                            | indigène                                                                        |
| Cirse anglais                    | Cirsium dissectum                         | indigène en Flandre, probablement disparu de la Wallonie                        |
| Cirse commun                     | Cirsium vulgare                           | indigène                                                                        |
| Cirse des champs                 | Cirsium arvense                           | indigène                                                                        |
| Cirse des marais                 | Cirsium palustre                          | indigène                                                                        |
| Cirse faux hélénium              | Cirsium heterophyllum                     | pas en Flandre, indigène en Wallonie                                            |
| Cirse laineux                    | Cirsium eriophorum                        | disparu de la Flandre, indigène en Wallonie                                     |
| Cirse maraîcher                  | Cirsium oleraceum                         | indigène                                                                        |
| Cirse tubéreux                   | Cirsium tuberosum                         | pas en Flandre, disparu de la Wallonie                                          |
| Claytonie de Sibérie             | Claytonia sibirica                        | naturalisé en Flandre, pas en Wallonie                                          |
| Claytonie perfoliée              | Claytonia perfoliata                      | naturalisé                                                                      |
| Clématite des haies              | Clematis vitalba                          | indigène                                                                        |
| Clématite italienne              | Clematis viticella                        | pas en Flandre, naturalisé en Wallonie                                          |
| Cochléaire danoise               | Cochlearia danica                         | indigène en Flandre, pas en Wallonie                                            |
| Cochléaire officinale            | Cochlearia officinalis subsp. officinalis | indigène en Flandre, pas en Wallonie                                            |
| Colchique d'automne              | Colchicum autumnale                       | indigène                                                                        |
| Compagnon blanc                  | Silene latifolia subsp. alba              | indigène                                                                        |
| Compagnon rouge                  | Silene dioica                             | indigène                                                                        |
| Conopode dénudé                  | Conopodium majus                          | indigène                                                                        |
| Consoude hérissée                | Symphytum asperum                         | naturalisé, fréquemment croisement avec consoude officinale                     |
| Consoude officinale              | Symphytum officinale                      | indigène                                                                        |
| Coquelicot argémone              | Papaver argemone                          | naturalisé avant 1500                                                           |
| Coquelicot                       | Papaver rhoeas                            | indigène                                                                        |
| Coquelourde                      | Silene coronaria                          | naturalisé                                                                      |
| Coqueret                         | Physalis alkekengi                        | planté-introduit-cultivé en Flandre, naturalisé en Wallonie                     |
| Corisperme à fruit ailé          | Corispermum intermedium                   | indigène en Flandre, pas en Wallonie                                            |
| Corne-de-cerf didyme             | Coronopus didymus                         | indigène                                                                        |
| Corne de cerf                    | Coronopus squamatus                       | indigène                                                                        |
| Cornifle submergé                | Ceratophyllum submersum                   | indigène en Flandre, pas en Wallonie                                            |
| Cornouiller mâle                 | Cornus mas                                | pas en Flandre, indigène en Wallonie                                            |
| Cornouiller sanguin              | Cornus sanguinea                          | indigène                                                                        |
| Cornouiller soyeux               | Cornus sericea                            | naturalisé en Flandre, planté-introduit-cultivé en Wallonie                     |
| Coronille arbrisseau             | Hippocrepis emerus                        | pas en Flandre, indigène en Wallonie                                            |
| Coronille bigarrée               | Securigera varia                          | indigène                                                                        |
| Corrigiola des grèves            | Corrigiola litoralis                      | indigène                                                                        |
| Corydale à vrilles               | Ceratocapnos claviculata                  | indigène                                                                        |
| Corydale creuse                  | Corydalis cava                            | pas en Flandre, naturalisé en Wallonie                                          |
| Corydale jaune pâle              | Pseudofumaria alba                        | naturalisé                                                                      |
| Corydale jaune                   | Pseudofumaria lutea                       | naturalisé                                                                      |
| Corydale solide                  | Corydalis solida                          | indigène                                                                        |
| Corynéphore                      | Corynephorus canescens                    | indigène                                                                        |
| Cotonéaster commun               | Cotoneaster integerrimus                  | pas en Flandre, naturalisé en Wallonie                                          |
| Cotonnière des champs            | Filago arvensis                           | disparu                                                                         |
| Cotonnière jaunâtre              | Filago lutescens                          | disparu                                                                         |
| Cotonnière naine                 | Filago minima                             | indigène                                                                        |
| Cotonnière négligée              | Filago neglecta                           | pas en Flandre, disparu de la Wallonie, éteint à l'état sauvage                 |
| Cotonnière spatulée              | Filago pyramidata                         | disparu                                                                         |
| Cotonnière vulgaire              | Filago vulgaris                           | indigène                                                                        |
| Cotule                           | Cotula coronopifolia                      | accidentel en Flandre, pas en Wallonie                                          |
| Cranson des Pyrénées             | Cochlearia pyrenaica                      | pas en Flandre, indigène en Wallonie                                            |
| Crassule Mousse                  | Crassula tillaea                          | disparu de la Flandre, indigène en Wallonie                                     |
| Crépide bisannuelle              | Crepis biennis                            | indigène                                                                        |
| Crépide des marais               | Crepis paludosa                           | indigène                                                                        |
| Crépide fétide                   | Crepis foetida                            | indigène                                                                        |
| Crépis à feuilles de pissenlit   | Crepis vesicaria subsp. taraxacifolia     | indigène                                                                        |
| Crepis à tige capillaire         | Crepis capillaris                         | indigène                                                                        |
| Crépis de Nîmes                  | Crepis sancta                             | subspontané en Flandre, naturalisé en Wallonie                                  |
| Crépis des toits                 | Crepis tectorum                           | indigène en Flandre, probablement accidentel en Wallonie                        |
| Crépis en rosette                | Crepis praemorsa                          | pas en Flandre, indigène en Wallonie                                            |
| Cresson à petites feuilles       | Nasturtium microphylla                    | indigène                                                                        |
| Cresson de cheval                | Veronica beccabunga                       | indigène                                                                        |
| Cresson de fontaine              | Nasturtium officinale                     | indigène                                                                        |
| Cresson des forêts               | Rorippa sylvestris                        | indigène                                                                        |
| Cresson des marais               | Rorippa palustris                         | indigène                                                                        |
| Crételle des prés                | Cynosurus cristatus                       | indigène                                                                        |
| Criste marine                    | Crithmum maritimum                        | indigène en Flandre, pas en Wallonie                                            |
| Crocus de Tommasini              | Crocus tommasinianus                      | planté-introduit-cultivé en Flandre, pas en Wallonie                            |
| Crocus printanier                | Crocus vernus                             | naturalisé en Flandre, pas en Wallonie                                          |
| Cryptogramme crispée             | Cryptogramma crispa                       | pas en Flandre, indigène en Wallonie                                            |
| Cucubale à baies                 | Silene baccifera                          | pas en Flandre, disparu de la Wallonie                                          |
| Cuscute des champs               | Cuscuta campestris                        | pas en Flandre, naturalisé en Wallonie                                          |
| Cuscute du lin                   | Cuscuta epilinum                          | naturalisé avant 1500 en disparu                                                |
| Cynoglosse d'Allemagne           | Cynoglossum germanicum                    | pas en Flandre, indigène en Wallonie                                            |
| Cynoglosse officinale            | Cynoglossum officinale                    | indigène                                                                        |
| Cystoptéris fragile              | Cystopteris fragilis                      | indigène                                                                        |

## D
A B C D E F G H I J K L M N O P Q R S T U V W Z Sans nom vernaculaire Français
| Nom vernaculaire               | Nom binominal                 | Statut                                 |
| Dactyle aggloméré              | Dactylis glomerata            | indigène                               |
| Dactyle souple                 | Dactylis polygama             | indigène                               |
| Dame d'onze heures             | Ornithogalum umbellatum       | indigène                               |
| Danthonie inclinée             | Danthonia decumbens           | indigène                               |
| Datura stramoine               | Datura stramonium             | naturalisé après 1700                  |
| Dauphinelle consoude           | Consolida regalis             | naturalisé avant 1500                  |
| Dentaire à bulbilles           | Cardamine bulbifera           | pas en Flandre, indigène en Wallonie   |
| Digitaire à glumes égales      | Digitaria aequiglumis         | naturalisé en Flandre, pas en Wallonie |
| Digitaire filiforme            | Digitaria ischaemum           | indigène                               |
| Digitaire sanguine             | Digitaria sanguinalis         | indigène                               |
| Digitale à grandes fleurs      | Digitalis grandiflora         | pas en Flandre, indigène en Wallonie   |
| Digitale jaune                 | Digitalis lutea               | pas en Flandre, indigène en Wallonie   |
| Digitale pourpre               | Digitalis purpurea            | indigène                               |
| Diplotaxis à feuilles étroites | Diplotaxis tenuifolia         | indigène                               |
| Diplotaxis des murailles       | Diplotaxis muralis            | indigène                               |
| Dompte-venin                   | Vincetoxicum hirundinaria     | indigène                               |
| Doradille du Forez             | Asplenium foreziense          | pas en Flandre, disparu de la Wallonie |
| Doradille du nord              | Asplenium septentrionale      | indigène                               |
| Doradille noire                | Asplenium adiantum-nigrum     | indigène                               |
| Dorine à feuilles alternes     | Chrysosplenium alternifolium  | indigène                               |
| Dorine à feuilles opposées     | Chrysosplenium oppositifolium | indigène                               |
| Doronic à feuilles cordées     | Doronicum pardalianches       | naturalisé                             |
| Doronic à feuilles de Plantain | Doronicum plantagineum        | pas en Flandre, indigène en Wallonie   |
| Douce-amère                    | Solanum dulcamara             | indigène                               |
| Douglas vert                   | Pseudotsuga menziesii         | naturalisé                             |
| Drave des murailles            | Draba muralis                 | indigène                               |
| Drave faux Aïzoon              | Draba aizoides                | pas en Flandre, indigène en Wallonie   |
| Drave printanière              | Erophila verna                | indigène                               |
| Dryoptéride à crêtes           | Dryopteris cristata           | indigène                               |
| Dryoptéris des chartreux       | Dryopteris carthusiana        | indigène                               |
| Dryoptéris dilaté              | Dryopteris dilatata           | indigène                               |
| Dryoptéris écailleux           | Dryopteris affinis            | indigène                               |
| Dryoptéris élargi              | Dryopteris expansa            | pas en Flandre, indigène en Wallonie   |

## E
A B C D E F G H I J K L M N O P Q R S T U V W Z Sans nom vernaculaire Français
| Nom vernaculaire             | Nom binominal                             | Statut                                                   |
| Echinops à tête ronde        | Echinops sphaerocephalus                  | pas en Flandre, naturalisé en Wallonie                   |
| Ecuelle d'eau                | Hydrocotyle vulgaris                      | indigène                                                 |
| Églantier bleu cendré        | Rosa caesia                               | indigène                                                 |
| Églantier en corymbe         | Rosa corymbifera                          | indigène                                                 |
| Églantier                    | Rosa canina                               | indigène                                                 |
| Elatine à six étamines       | Elatine hexandra                          | indigène                                                 |
| Élatine à trois étamines     | Elatine triandra                          | indigène en Flandre, disparu de la Wallonie              |
| Elatine poivre-d'eau         | Elatine hydropiper                        | indigène en Flandre, probablement disparu de la Wallonie |
| Elodée à feuilles étroites   | Elodea nuttallii                          | naturalisé                                               |
| Élodée du Canada             | Elodea canadensis                         | indigène                                                 |
| Épervière amplexicaule       | Hieracium amplexicaule                    | naturalisé en Flandre, pas en Wallonie                   |
| Épervière bifide             | Hieracium bifidum                         | pas en Flandre, disparu de la Wallonie                   |
| Épervière de Lepeletier      | Hieracium peleterianum                    | pas en Flandre, indigène en Wallonie                     |
| Épervière de Savoie          | Hieracium sabaudum                        | indigène                                                 |
| Épervière des murs           | Hieracium murorum                         | indigène                                                 |
| Épervière des prairies       | Hieracium caespitosum                     | indigène                                                 |
| Épervière des Vosges         | Hieracium vogesiacum                      | pas en Flandre, peut être indigène en Wallonie           |
| Épervière en ombelle         | Hieracium umbellatum                      | indigène                                                 |
| Épervière fausse-piloselle   | Hieracium praealtum                       | indigène                                                 |
| Épervière lisse              | Hieracium laevigatum                      | indigène                                                 |
| Épervière orangée            | Hieracium aurantiacum                     | naturalisé                                               |
| Épervière pâle               | Hieracium schmidtii                       | pas en Flandre, disparu de la Wallonie                   |
| Épervière petite-laitue      | Hieracium lactucella                      | indigène                                                 |
| Épervière piloselle          | Hieracium pilosella                       | indigène                                                 |
| Épervière précoce            | Hieracium glaucinum                       | indigène                                                 |
| Épervière vulgaire           | Hieracium vulgatum                        | indigène                                                 |
| Épiaire annuelle             | Stachys annua                             | pas en Flandre, indigène en Wallonie                     |
| Épiaire d'Allemagne          | Stachys germanica                         | pas en Flandre, indigène en Wallonie                     |
| Épiaire des Alpes            | Stachys alpina                            | indigène                                                 |
| Épiaire des bois             | Stachys sylvatica                         | indigène                                                 |
| Épiaire des champs           | Stachys arvensis                          | indigène                                                 |
| Épiaire des marais           | Stachys palustris                         | indigène                                                 |
| Épiaire droite               | Stachys recta                             | pas en Flandre, indigène en Wallonie                     |
| Épilobe à petites fleurs     | Epilobium parviflorum                     | indigène                                                 |
| Épilobe à quatre angles      | Epilobium tetragonum                      | indigène                                                 |
| Épilobe ciliée               | Epilobium ciliatum                        | indigène                                                 |
| Épilobe des collines         | Epilobium collinum                        | pas en Flandre, indigène en Wallonie                     |
| Épilobe des marais           | Epilobium palustre                        | indigène                                                 |
| Épilobe des montagnes        | Epilobium montanum                        | indigène                                                 |
| Épilobe en épi               | Chamerion angustifolium                   | indigène                                                 |
| Épilobe foncé                | Epilobium obscurum                        | indigène                                                 |
| Épilobe hirsute              | Epilobium hirsutum                        | indigène                                                 |
| Épilobe lancéolé             | Epilobium lanceolatum                     | indigène                                                 |
| Épilobe rosé                 | Epilobium roseum                          | indigène                                                 |
| Épinard fraise rouge         | Chenopodium foliosum                      | indigène en Flandre, pas en Wallonie                     |
| Épine noire                  | Prunus spinosa                            | indigène                                                 |
| Épine-vinette                | Berberis vulgaris                         | indigène                                                 |
| Épipactis à labelle étroit   | Epipactis leptochila                      | pas en Flandre, indigène en Wallonie                     |
| Épipactis à larges feuilles  | Epipactis helleborine subsp. helleborine  | indigène                                                 |
| Épipactis à petites feuilles | Epipactis microphylla                     | pas en Flandre, indigène en Wallonie                     |
| Épipactis de Müller          | Epipactis muelleri                        | indigène                                                 |
| Épipactis des marais         | Epipactis palustris                       | indigène                                                 |
| Épipactis des Pays-Bas       | Epipactis helleborine subsp. 'neerlandica | indigène en Flandre, pas en Wallonie                     |
| Épipactis pourpre            | Epipactis purpurata                       | pas en Flandre, indigène en Wallonie                     |
| Épipactis rouge sombre       | Epipactis atrorubens                      | indigène                                                 |
| Épipogon sans feuilles       | Epipogium aphyllum                        | pas en Flandre, indigène en Wallonie                     |
| Érable champêtre             | Acer campestre                            | indigène                                                 |
| Érable négundo               | Acer negundo                              | naturalisé                                               |
| Érable plane                 | Acer platanoides                          | naturalisé, peut être indigène en les Ardennes           |
| Érable sycomore              | Acer pseudoplatanus                       | naturalisé après 1500                                    |
| Eragrostis poilu             | Eragrostis pilosa                         | indigène                                                 |
| Eranthe d'hiver              | Eranthis hyemalis                         | naturalisé                                               |
| Érigéron du Canada           | Conyza canadensis                         | naturalisé                                               |
| Érigéron mucroné             | Erigeron karvinskianus                    | naturalisé en Flandre, pas en Wallonie                   |
| Érucastre de France          | Erucastrum gallicum                       | naturalisé                                               |
| Espargoutte                  | Spergula arvensis                         | indigène                                                 |
| Eufragie visqueuse           | Parentucellia viscosa                     | indigène en Flandre, pas en Wallonie                     |
| Eupatoire chanvrine          | Eupatorium cannabinum                     | indigène                                                 |
| Euphorbe à feuilles plates   | Euphorbia platyphyllos                    | indigène                                                 |
| Euphorbe des bois            | Euphorbia amygdaloides                    | indigène                                                 |
| Euphorbe douce               | Prunus avium                              | indigène                                                 |
| Euphorbe épurge              | Euphorbia lathyrus                        | naturalisé                                               |
| Euphorbe ésule               | Euphorbia esula                           | indigène                                                 |
| Euphorbe exiguë              | Euphorbia exigua                          | indigène                                                 |
| Euphorbe maritime            | Euphorbia paralias                        | indigène en Flandre, pas en Wallonie                     |
| Euphorbe omblette            | Euphorbia peplus                          | naturalisé avant 1500                                    |
| Euphorbe petit-cyprès        | Euphorbia cyparissias                     | indigène                                                 |
| Euphorbe raide               | Euphorbia stricta                         | pas en Flandre, indigène en Wallonie                     |
| Euphorbe réveille-matin      | Euphorbia helioscopia                     | indigène                                                 |
| Euphorbe verruqueuse         | Euphorbia verrucosa                       | pas en Flandre, indigène en Wallonie                     |
| Euphraise à quatre angles    | Euphrasia tetraquetra                     | indigène en Flandre, pas en Wallonie                     |
| Euphraise de printemps       | Odontites vernus subsp. vernus            | indigène                                                 |
| Euphraise des bois           | Euphrasia nemorosa                        | indigène                                                 |
| Euphraise grêle              | Euphrasia michrantha                      | indigène                                                 |
| Euphraise officinale         | Euphrasia rostkoviana                     | indigène                                                 |
| Euphraise raide              | Euphrasia stricta                         | indigene                                                 |

## F
A B C D E F G H I J K L M N O P Q R S T U V W Z Sans nom vernaculaire Français
| Nom vernaculaire                  | Nom binominal                    | Statut                                                                      |
| Falcaire commune                  | Falcaria vulgaris                | indigène                                                                    |
| Faux nénuphar                     | Nymphoides peltata               | indigène en Flandre, indigène en Wallonie ou disparu                        |
| Faux-pistachier                   | Staphylea pinnata                | planté-introduit-cultivé en Flandre, peut être naturalisé en Wallonie       |
| Fenouil des Alpes                 | Meum atlanticum                  | pas en Flandre, indigène en Wallonie                                        |
| Fétuque à feuilles de deux sortes | Festuca heterophylla             | pas en Flandre, indigène en Wallonie                                        |
| Fétuque à feuilles inégales       | Festuca heteropachys             | pas en Flandre, indigène en Wallonie                                        |
| Fétuque à feuilles ténues         | Festuca filiformis               | indigène                                                                    |
| Fétuque cendrée                   | Festuca brevipila                | indigène                                                                    |
| Fétuque de Léman                  | Festuca ovina subsp. cinerea     | disparu de la Flandre, indigène en Wallonie                                 |
| Fétuque de Westphalie             | Festuca ovina subsp. guestfalica | pas en Flandre, indigène en Wallonie                                        |
| Fétuque des bois                  | Festuca altissima                | pas en Flandre, indigène en Wallonie                                        |
| Fétuque des prés                  | Festuca pratensis                | indigène                                                                    |
| Fétuque des rochers calcaires     | Festuca pallens                  | pas en Flandre, disparu de la Wallonie                                      |
| Fétuque des sables                | Festuca arenaria                 | indigène en Flandre, pas en Wallonie                                        |
| Fétuque géante                    | Festuca gigantea                 | indigène                                                                    |
| Fétuque roseau                    | Festuca arundinacea              | indigène                                                                    |
| Fétuque rouge                     | Festuca rubra                    | indigène                                                                    |
| Ficaire                           | Ficaria verna subsp. verna       | indigène                                                                    |
| Fléole bulbeuse                   | Phleum pratense subsp. serotinum | indigène                                                                    |
| Fléole de Boehmer                 | Phleum phleoides                 | pas en Flandre, indigène en Wallonie                                        |
| Fléole des prés                   | Phleum pratense subsp. pratense  | indigène                                                                    |
| Fléole des sables                 | Phleum arenarium                 | indigène en Flandre, pas en Wallonie mais précédemment introduit avec sable |
| Fleur de coucou                   | Silene flos-cuculi               | indigène                                                                    |
| Flouve aristée                    | Anthoxanthum aristatum           | indigène                                                                    |
| Flouve odorante                   | Anthoxanthum odoratum            | indigène                                                                    |
| Flûteau nageant                   | Luronium natans                  | indigène en Flandre, disparu de la Wallonie                                 |
| Flûteau rampant                   | Echinodorus repens               | indigène                                                                    |
| Folle-avoine                      | Avena fatua                      | naturalisé avant 1500                                                       |
| Fougère aigle                     | Pteridium aquilinum              | indigène                                                                    |
| Fougère allemande                 | Matteuccia struthiopteris        | naturalisé en Flandre, indigène en Wallonie                                 |
| Fougère des marais                | Thelypteris palustris            | indigène                                                                    |
| Fougère des montagnes             | Oreopteris limbosperma           | indigène                                                                    |
| Fougère femelle                   | Athyrium filix-femina            | indigène                                                                    |
| Fougère mâle                      | Dryopteris filix-mas             | indigène                                                                    |
| Fougère pectinée                  | Blechnum spicant                 | indigène                                                                    |
| Fraise des bois                   | Fragaria vesca                   | indigène                                                                    |
| Fraise musquée                    | Fragaria moschata                | indigène                                                                    |
| Fraisier des Indes                | Potentilla indica                | naturalisé en Flandre, pas en Wallonie                                      |
| Fraisier vert                     | Fragaria viridis                 | pas en Flandre, indigène en Wallonie                                        |
| Framboise                         | Rubus idaeus                     | indigène                                                                    |
| Frêne commun                      | Fraxinus excelsior               | indigène                                                                    |
| Fritillaire pintade               | Fritillaria meleagris            | disparu                                                                     |
| Fumana couché                     | Fumana procumbens                | pas en Flandre, indigène en Wallonie                                        |
| Fumeterre à fleurs serrées        | Lepidium densiflorum             | indigène                                                                    |
| Fumeterre à petites fleurs        | Persicaria minor                 | disparu                                                                     |
| Fumeterre des murs                | Fumaria muralis subsp. boroei    | disparu de la Flandre, pas en Wallonie                                      |
| Fumeterre grimpante               | Fumaria capreolata               | indigène                                                                    |
| Fumeterre officinale              | Fumaria officinalis              | indigène                                                                    |
| Fusain d'Europe                   | Euonymus europaeus               | indigène                                                                    |

## G
A B C D E F G H I J K L M N O P Q R S T U V W Z Sans nom vernaculaire Français
| Nom vernaculaire              | Nom binominal                         | Statut                                                            |
| Gagée à spathe                | Gagea spathacea                       | indigène                                                          |
| Gagée des champs              | Gagea villosa                         | indigène en Flandre, disparu de la Wallonie                       |
| Gagée des prés                | Gagea pratensis                       | indigène en Flandre, pas en Wallonie                              |
| Gagée jaune                   | Gagea lutea                           | indigène                                                          |
| Gaillet à trois cornes        | Galium tricornutum                    | indigène en Flandre, probablement disparu de la Wallonie          |
| Gaillet aquatique             | Galium uliginosum                     | indigène                                                          |
| Gaillet bâtard                | Galium spurium                        | accidentel en Flandre, indigène en Wallonie                       |
| Gaillet boréal                | Galium boreale                        | pas en Flandre, indigène en Wallonie                              |
| Gaillet croisette             | Cruciata laevipes                     | indigène                                                          |
| Gaillet de Poméranie          | Galium ×pomeranicum                   | distribution incomplète connue                                    |
| Gaillet des forêts            | Galium sylvaticum                     | pas en Flandre, indigène en Wallonie                              |
| Gaillet des marais            | Galium palustre                       | indigène                                                          |
| Gaillet des rochers           | Galium saxatile                       | indigène                                                          |
| Gaillet glauque               | Galium glaucum                        | pas en Flandre, disparu de la Wallonie                            |
| Gaillet gratteron             | Galium aparine                        | indigène                                                          |
| Gaillet jaune                 | Galium verum                          | indigène                                                          |
| Gaillet nain                  | Galium pumilum                        | indigène                                                          |
| Galéopsis à feuilles étroites | Galeopsis angustifolia                | indigène                                                          |
| Galéopsis bifide              | Galeopsis bifida                      | indigène                                                          |
| Galéopsis bigarée             | Galeopsis speciosa                    | indigène en Flandre, disparu de la Wallonie                       |
| Galéopsis des moissons        | Galeopsis segetum                     | indigène                                                          |
| Galéopsis intermédiaire       | Galeopsis ladanum                     | pas en Flandre, indigène en Wallonie                              |
| Galinsoga à petites fleurs    | Galinsoga parviflora                  | naturalisé                                                        |
| Galinsoga cilié               | Galinsoga quadriradiata               | naturalisé                                                        |
| Genêt à balais                | Cytisus scoparius                     | indigène                                                          |
| Genêt ailé                    | Chamaespartium sagittale              | pas en Flandre, indigène en Wallonie                              |
| Genêt d'Allemagne             | Genista germanica                     | pas en Flandre, indigène en Wallonie                              |
| Genêt d'Angleterre            | Genista anglica                       | indigène                                                          |
| Genêt des teinturiers         | Genista tinctoria                     | indigène                                                          |
| Genêt poilu                   | Genista pilosa                        | indigène                                                          |
| Genévrier commun              | Juniperus communis                    | indigène                                                          |
| Gentiane champètre            | Gentianella campestris                | disparu de la Flandre, indigène en Wallonie                       |
| Gentiane ciliée               | Gentianopsis ciliata                  | pas en Flandre, indigène en Wallonie                              |
| Gentiane croisette            | Gentiana cruciata                     | pas en Flandre, indigène en Wallonie                              |
| Gentiane d'Allemagne          | Gentianella germanica                 | disparu de la Flandre, indigène en Wallonie                       |
| Gentiane pneumonanthe         | Gentiana pneumonanthe                 | indigène                                                          |
| Gentianelle des marais        | Gentiana uliginosa                    | indigène en Flandre, pas en Wallonie                              |
| Géranium à feuilles rondes    | Geranium rotundifolium                | indigène                                                          |
| Géranium à grosses racines    | Geranium macrorrhizum                 | pas en Flandre, naturalisé en Wallonie                            |
| Géranium brun                 | Geranium phaeum                       | indigène                                                          |
| Géranium colombin             | Geranium columbinum                   | indigène                                                          |
| Géranium découpé              | Geranium dissectum                    | indigène                                                          |
| Géranium des bois             | Geranium sylvaticum                   | planté-introduit-cultivé en Flandre, indigène en Wallonie         |
| Géranium des marais           | Geranium palustre                     | indigène                                                          |
| Géranium des prés             | Geranium pratense                     | indigène                                                          |
| Géranium des Pyrénées         | Geranium pyrenaicum                   | indigène                                                          |
| Géranium fluet                | Geranium pusillum                     | indigène                                                          |
| Géranium luisant              | Geranium lucidum                      | pas en Flandre, indigène en Wallonie                              |
| Géranium mou                  | Geranium molle                        | indigène                                                          |
| Géranium noueux               | Geranium nodosum                      | pas en Flandre, naturalisé en Wallonie                            |
| Geranium pourpre              | Geranium purpureum                    | indigène                                                          |
| Géranium sanguin              | Geranium sanguineum                   | pas en Flandre, indigène en Wallonie                              |
| Germandrée botryde            | Teucrium botrys                       | pas en Flandre, indigène en Wallonie                              |
| Germandrée des marais         | Teucrium scordium                     | disparu                                                           |
| Germandrée des montagnes      | Teucrium montanum                     | pas en Flandre, indigène en Wallonie                              |
| Germandrée petit chêne        | Teucrium chamaedrys subsp. germanicum | pas en Flandre, indigène en Wallonie                              |
| Germandrée scorodoine         | Teucrium scorodonia                   | indigène                                                          |
| Gesse à larges feuilles       | Lathyrus latifolius                   | naturalisé                                                        |
| Gesse aphaca                  | Lathyrus aphaca                       | indigène                                                          |
| Gesse de Nissole              | Lathyrus nissolia                     | indigène                                                          |
| Gesse des bois                | Lathyrus sylvestris                   | indigène                                                          |
| Gesse des marais              | Lathyrus palustris                    | indigène en Flandre, pas en Wallonie                              |
| Gesse des montagnes           | Lathyrus linifolius                   | indigène                                                          |
| Gesse des prés                | Lathyrus pratensis                    | indigène                                                          |
| Gesse hérissée                | Lathyrus hirsutus                     | naturalisé                                                        |
| Gesse maritime                | Lathyrus japonicus                    | disparu de la Flandre, pas en Wallonie                            |
| Gesse noire                   | Lathyrus niger                        | pas en Flandre, probablement disparu de la Wallonie               |
| Gesse printanière             | Lathyrus vernus                       | pas en Flandre, indigène en Wallonie                              |
| Gesse tubéreuse               | Cardamine amara                       | indigène                                                          |
| Gesse tubéreuse               | Lathyrus tuberosus                    | indigène                                                          |
| Giroflée des murailles        | Erysimum cheiri                       | naturalisé avant 1500                                             |
| Glaucière jaune               | Glaucium flavum                       | indigène en Flandre, pas en Wallonie                              |
| Glaux maritime                | Glaux maritima                        | indigène en Flandre, pas en Wallonie                              |
| Globulaire commune            | Globularia punctata                   | pas en Flandre, indigène en Wallonie                              |
| Glycérie aquatique            | Glyceria maxima                       | indigène                                                          |
| Glycérie du Canada            | Glyceria canadensis                   | naturalisé                                                        |
| Glycérie flottante            | Glyceria fluitans                     | indigène                                                          |
| Glycérie inclinée             | Glyceria declinata                    | indigène                                                          |
| Glycérie pédicellée           | Glyceria ×pedicellata                 | distribution incomplète connue                                    |
| Glycérie pliée                | Glyceria notata                       | indigène                                                          |
| Gnaphale blanc jaunâtre       | Gnaphalium luteo-album                | indigène                                                          |
| Gnaphale des bois             | Gnaphalium sylvaticum                 | indigène                                                          |
| Gnaphale des marais           | Gnaphalium uliginosum                 | indigène                                                          |
| Gnavelle annuelle             | Scleranthus annuus                    | indigène                                                          |
| Goodyère rampante             | Goodyera repens                       | indigène                                                          |
| Gouet d'Italie                | Arum italicum                         | naturalisé ou peut être indigène in Flandre, indigène en Wallonie |
| Grand Basilic                 | Clinopodium vulgare                   | indigène                                                          |
| Grand boucage                 | Pimpinella major                      | indigène                                                          |
| Grand Mélilot                 | Melilotus altissimus                  | indigène                                                          |
| Grand plantain                | Plantago major subsp. major           | indigène                                                          |
| Grand Polycnème               | Polycnemum majus                      | pas en Flandre, disparu de la Wallonie                            |
| Grande Angélique              | Angelica archangelica                 | indigène en Flandre, naturalisé en Wallonie                       |
| Grande Bardane                | Arctium lappa                         | indigène                                                          |
| Grande berle                  | Sium latifolium                       | indigène                                                          |
| Grande camomille              | Tanacetum parthenium                  | naturalisé                                                        |
| Grande chélidoine             | Chelidonium majus                     | indigène                                                          |
| Grande ciguë                  | Conium maculatum                      | indigène                                                          |
| Grande Cuscute                | Cuscuta europaea                      | indigène                                                          |
| Grande douve                  | Ranunculus lingua                     | indigène                                                          |
| Grande listère                | Neottia ovata                         | indigène                                                          |
| Grande mauve                  | Malva sylvestris                      | indigène                                                          |
| Grande naïade                 | Najas marina                          | indigène                                                          |
| Grande ortie                  | Urtica dioica                         | indigène                                                          |
| Grande oseille thyrsiflore    | Rumex thyrsiflorus                    | naturalisé                                                        |
| Grande oseille                | Rumex acetosa                         | indigène                                                          |
| Grande parelle                | Rumex aquaticus                       | pas en Flandre, disparu de la Wallonie                            |
| Grande pervenche              | Vinca major                           | naturalisé                                                        |
| Grande pimprenelle            | Sanguisorba officinalis               | indigène                                                          |
| Grande prêle                  | Equisetum telmateia                   | indigène                                                          |
| Grande stellaire              | Stellaria neglecta                    | indigène                                                          |
| Grassette commune             | Pinguicula vulgaris                   | disparu de la Flandre, pas en Wallonie                            |
| Gratiole officinale           | Gratiola officinalis                  | indigène en Flandre, disparu in Wallonie                          |
| Grémil des champs             | Lithospermum arvense                  | naturalisé avant 1500                                             |
| Grémil officinal              | Lithospermum officinale               | indigène                                                          |
| Groseillier rouge             | Ribes rubrum                          | indigène                                                          |
| Groseillier à maquereau       | Ribes uva-crispa                      | indigène                                                          |
| Groseillier des Alpes         | Ribes alpinum                         | naturalisé en Flandre, indigène en Wallonie                       |
| Gui                           | Viscum album                          | indigène                                                          |
| Guimauve hérissée             | Althaea hirsuta                       | pas en Flandre, naturalisé en Wallonie                            |
| Guimauve officinale           | Althaea officinalis                   | indigène                                                          |
| Gymnocarpe fougère du chêne   | Gymnocarpium dryopteris               | indigène                                                          |
| Gypsophile des moissons       | Gypsophila muralis                    | disparu de la Flandre, indigène en Wallonie                       |

## H
A B C D E F G H I J K L M N O P Q R S T U V W Z Sans nom vernaculaire Français
| Nom vernaculaire             | Nom binominal                          | Statut                                 |
| Hélianthe vivace             | Helianthus ×laetiflorus                | naturalisé                             |
| Hélianthème commun           | Helianthemum nummularium               | indigène                               |
| Hélianthème des Apennins     | Helianthemum apenninum                 | pas en Flandre, indigène en Wallonie   |
| Héliotrope d'hiver           | Petasites fragans                      | pas en Flandre, indigène en Wallonie   |
| Hellébore fétide             | Helleborus foetidus                    | pas en Flandre, indigène en Wallonie   |
| Hellébore vert               | Helleborus viridis subsp. occidentalis | indigène                               |
| Helléborine à fleurs vertes  | Epipactis phyllanthes                  | naturalisé en Flandre, pas en Wallonie |
| Hépatique à trois lobes      | Hepatica nobilis                       | pas en Flandre, indigène en Wallonie   |
| Herbe à bison                | Hierochloe odorata                     | indigène                               |
| Herbe à Robert               | Geranium robertianum                   | indigène                               |
| Herbe au chantre             | Sisymbrium officinale                  | indigène                               |
| Herbe aux chats              | Nepeta cataria                         | naturalisé avant 1500                  |
| Herbe aux goutteux           | Aegopodium podagraria                  | indigène                               |
| Herniaire glabre             | Herniaria glabra                       | indigène                               |
| Herniaire velue              | Herniaria hirsuta                      | naturalisé                             |
| Hêtre commun                 | Fagus sylvatica                        | indigène                               |
| Hippocrépis à toupet         | Hippocrepis comosa                     | pas en Flandre, indigène en Wallonie   |
| Holostée en ombelle          | Holosteum umbellatum                   | indigène                               |
| Hornungie des pierres        | Hornuncia petraea                      | pas en Flandre, indigène en Wallonie   |
| Hottonie des marais          | Hottonia palustris                     | indigène                               |
| Houblon                      | Humulus lupulus                        | indigène                               |
| Houlque laineuse             | Holcus lanatus                         | indigène                               |
| Houlque molle                | Holcus mollis                          | indigène                               |
| Houx commun                  | Ilex aquifolium                        | indigène                               |
| Hydrocharis des grenouilles  | Hydrocharis morsus-ranae               | indigène                               |
| Hydrocotyle fausse renoncule | Hydrocotyle ranunculoides              | naturalisé                             |
| Hymenophyllum de Tunbridge   | Hymenophyllum tunbrigense              | pas en Flandre, disparu de la Wallonie |
| Hysope officinale            | Hyssopus officinalis                   | naturalisé                             |

## I
A B C D E F G H I J K L M N O P Q R S T U V W Z Sans nom vernaculaire Français
| Nom vernaculaire          | Nom binominal            | Statut                                                                 |
| Ibéris amer               | Iberis amara             | disparu de la Flandre, indigène en Wallonie                            |
| Ibéris en ombelle         | Iberis umbellata         | naturalisé en Flandre, peut être naturalisé en Wallonie                |
| If                        | Taxus baccata            | disparu de la Flandre mais naturalisé maintenant, indigène en Wallonie |
| Illécèbre verticillé      | Illecebrum verticillatum | indigène                                                               |
| Immortelle des sables     | Helichrysum arenarium    | pas en Flandre, indigène en Wallonie                                   |
| Inule à feuilles de saule | Inula salicina           | pas en Flandre, indigène en Wallonie                                   |
| Inule conyze              | Inula conyza             | indigène                                                               |
| Inule des fleuves         | Inula britannica         | indigène en Flandre, pas en Wallonie                                   |
| Inule fétide              | Dittrichia graveolens    | naturalisé                                                             |
| Iris des marais           | Iris foetidissima        | planté-introduit-cultivé ou naturalisé                                 |
| Isoète à spores épineuses | Isoetes echinospora      | peut être indigène en Flandre, pas en Wallonie                         |
| Isolépis sétacé           | Isolepis setacea         | indigène                                                               |
| Ivraie du lin             | Lolium remotum           | naturalisé avant 1500 et disparu                                       |
| Ivraie enivrante          | Lolium temulentum        | probablement seulement accidental                                      |

## J
A B C D E F G H I J K L M N O P Q R S T U V W Z Sans nom vernaculaire Français
| Nom vernaculaire           | Nom binominal                                    | Statut                                               |
| Jacinthe des bois          | Hyacinthoides non-scripta                        | indigène                                             |
| Jasione des montagnes      | Jasione montana                                  | indigène                                             |
| Jonc à tépales obtus       | Juncus subnodulosus                              | indigène                                             |
| Jonc à tiges comprimées    | Juncus compressus                                | indigène                                             |
| Jonc aggloméré             | Juncus conglomeratus                             | indigène                                             |
| Jonc aplati                | Juncus alpinoarticulatus                         | indigène en Flandre, pas en Wallonie                 |
| Jonc arctique              | Juncus balticus                                  | indigène en Flandre, pas en Wallonie                 |
| Jonc capité                | Juncus capitatus                                 | indigène en Flandre, disparu de la Wallonie          |
| Jonc couché                | Juncus bulbosus                                  | indigène                                             |
| Jonc de Gérard             | Juncus gerardii                                  | indigène en Flandre, pas en Wallonie                 |
| Jonc des chaisiers glauque | Schoenoplectus tabernaemontani                   | indigène                                             |
| Jonc des chaisiers         | Schoenoplectus lacustris                         | indigène                                             |
| Jonc des crapauds          | Juncus bufonius                                  | indigène                                             |
| Jonc des grenouilles       | Juncus ambiguus                                  | indigène en Flandre, pas en Wallonie                 |
| Jonc des marécages         | Juncus tenageia                                  | indigène                                             |
| Jonc diffus                | Juncus effusus                                   | indigène                                             |
| Jonc du Canada             | Juncus canadensis                                | naturalisé en Flandre, pas en Wallonie               |
| Jonc feuillé               | Juncus foliosus                                  | indigène en Flandre, pas en Wallonie                 |
| Jonc filiforme             | Juncus filiformis                                | indigène                                             |
| Jonc glauque               | Juncus inflexus                                  | indigène                                             |
| Jonc grêle                 | Juncus tenuis                                    | naturalisé                                           |
| Jonc maritime              | Juncus maritimus                                 | indigène en Flandre, pas en Wallonie                 |
| Jonc nain                  | Juncus pygmaeus                                  | disparu                                              |
| Jonc noueux                | Juncus acutiflorus                               | indigène                                             |
| Jonc noueux                | Juncus articulatus                               | indigène                                             |
| Jonc rude                  | Juncus squarrosus                                | indigène                                             |
| Jonquille                  | Narcissus pseudonarcissus subsp. pseudonarcissus | indigène                                             |
| Joubarbe d'Aywaille        | Sempervivum funckii var. aqualiense              | pas en Flandre, indigène en Wallonie                 |
| Joubarbe des toits         | Sempervivum tectorum                             | pas en Flandre, planté-introduit-cultivé en Wallonie |
| Jouet du vent              | Apera spica-venti                                | indigène                                             |
| Julienne des dames         | Hesperis matronalis                              | naturalisé en Flandre, indigène en Wallonie          |
| Jusquiame noire            | Hyoscyamus niger                                 | indigène                                             |

## K
A B C D E F G H I J K L M N O P Q R S T U V W Z Sans nom vernaculaire Français
| Nom vernaculaire    | Nom binominal        | Statut                                       |
| Knautie des bois    | Knautia dipsacifolia | subspontané en Flandre, indigène en Wallonie |
| Knautie des champs  | Knautia arvensis     | indigène                                     |
| Koelérie blanchâtre | Koeleria albescens   | indigène                                     |
| Koelérie grêle      | Koeleria macrantha   | indigène                                     |
| Koelérie pyramidale | Koeleria pyramidata  | pas en Flandre, indigène en Wallonie         |

## L
A B C D E F G H I J K L M N O P Q R S T U V W Z Sans nom vernaculaire Français
| Nom vernaculaire                  | Nom binominal                             | Statut                                                   |
| Laîche à bec                      | Carex rostrata                            | indigène                                                 |
| Laîche à deux nervures            | Carex binervis                            | indigène                                                 |
| Laîche à épis pendants            | Carex pendula                             | indigène                                                 |
| Laîche à épis séparés             | Carex divulsa                             | indigène                                                 |
| Laîche à pilules                  | Carex pilulifera                          | indigène                                                 |
| Laîche à trois nervures           | Carex trinervis                           | indigène en Flandre, pas en Wallonie                     |
| Laîche aiguë                      | Carex acuta                               | indigène                                                 |
| Laîche allongée                   | Carex elongata                            | indigène                                                 |
| Laîche appauvrie                  | Carex depauperata                         | pas en Flandre, uitgestorven in Wallonie                 |
| Laîche arrondie                   | Carex diandra                             | indigène                                                 |
| Laîche blanchâtre                 | Carex curta                               | indigène                                                 |
| Laîche blonde                     | Carex hostiana                            | indigène                                                 |
| Laîche cuivrée                    | Carex otrubae                             | indigène                                                 |
| Laîche de Crawford                | Carex crawfordii                          | pas en Flandre, naturalisé en Wallonie                   |
| Laîche de Davall                  | Carex davalliana                          | pas en Flandre, disparu de la Wallonie                   |
| Laîche de Reichenbach             | Carex reichenbachii                       | indigène en Flandre, disparu de la Wallonie              |
| Laiche des bois                   | Carex sylvatica                           | indigène                                                 |
| Laîche des bourbiers              | Carex limosa                              | indigène                                                 |
| Laîche des bruyères               | Carex ericetorum                          | pas en Flandre, indigène en Wallonie                     |
| Laîche des lièvres                | Carex ovalis                              | indigène                                                 |
| Laîche des marais                 | Carex acutiformis                         | indigène                                                 |
| Laîche des montagnes              | Carex montana                             | pas en Flandre, indigène en Wallonie                     |
| Laîche des renards                | Carex vulpina                             | indigène                                                 |
| Laîche des rives                  | Carex riparia                             | indigène                                                 |
| Laiche des sables                 | Carex arenaria                            | indigène                                                 |
| Laîche digitée                    | Carex digitata                            | indigène                                                 |
| Laîche dioïque                    | Carex dioica                              | indigène                                                 |
| Laîche distante                   | Carex distans                             | indigène en Flandre, probablement disparu de la Wallonie |
| Laîche distique                   | Carex disticha                            | indigène                                                 |
| Laîche divisée                    | Carex divisa                              | indigène en Flandre, pas en Wallonie                     |
| Laîche écailleuse                 | Carex lepidocarpa                         | indigène                                                 |
| Laîche élevée                     | Carex elata                               | indigène                                                 |
| Laîche en épi                     | Carex spicata                             | indigène                                                 |
| Laîche espacée                    | Carex remota                              | indigène                                                 |
| Laîche étirée                     | Carex extensa                             | indigène en Flandre, pas en Wallonie                     |
| Laîche étoilée                    | Carex echinata                            | indigène                                                 |
| Laîche fausse brize               | Carex brizoides                           | indigène                                                 |
| Laîche faux panic                 | Carex panicea                             | indigène                                                 |
| Laîche faux souchet               | Carex pseudocyperus                       | indigène                                                 |
| Laîche filiforme                  | Carex lasiocarpa                          | indigène                                                 |
| Laîche glauque                    | Carex flacca                              | indigène                                                 |
| Laiche hérissée                   | Carex hirta                               | indigène                                                 |
| Laîche humble                     | Carex humilis                             | pas en Flandre, indigène en Wallonie                     |
| Laîche jaune                      | Carex flava                               | indigène                                                 |
| Laîche lisse                      | Carex laevigata                           | pas en Flandre, indigène en Wallonie                     |
| Laîche maigre                     | Carex strigosa                            | indigène                                                 |
| Laîche noire                      | Carex nigra                               | indigène                                                 |
| Laîche ombreuse                   | Carex umbrosa                             | pas en Flandre, indigène en Wallonie                     |
| Laîche pâle                       | Carex pallescens                          | indigène                                                 |
| Laîche paniculée                  | Carex paniculata                          | indigène                                                 |
| Laîche paradoxale                 | Carex appropinquata                       | pas en Flandre, indigène en Wallonie                     |
| Laîche pauciflore                 | Carex pauciflora                          | pas en Flandre, indigène en Wallonie                     |
| Laîche pied d'oiseau              | Carex ornithopoda                         | pas en Flandre, indigène en Wallonie                     |
| Laîche ponctuée                   | Carex punctata                            | indigène en Flandre, pas en Wallonie                     |
| Laîche précoce                    | Carex praecox                             | pas en Flandre, indigène en Wallonie                     |
| Laîche printanière                | Carex caryophyllea                        | indigène                                                 |
| Laîche puce                       | Carex pulicaris                           | indigène                                                 |
| Laîche souchet                    | Carex bohemica                            | disparu de la Flandre, pas en Wallonie                   |
| Laîche tardive                    | Carex oederi subsp. oederi                | indigène                                                 |
| Laîche tardive                    | Carex oederi subsp. oedocarpa             | indigène                                                 |
| Laîche tomenteuse                 | Carex tomentosa                           | pas en Flandre, indigène en Wallonie                     |
| Laiteron des champs               | Sonchus arvensis                          | indigène                                                 |
| Laiteron des marais               | Sonchus palustris                         | indigène en Flandre, probablement disparu de la Wallonie |
| Laiteron maraîcher                | Sonchus oleraceus                         | indigène                                                 |
| Laiteron rude                     | Sonchus asper                             | indigène                                                 |
| Laitue à feuilles de saule        | Lactuca saligna                           | indigène en Flandre, disparu de la Wallonie              |
| Laitue des murs                   | Mycelis muralis                           | indigène                                                 |
| Laitue sauvage                    | Lactuca virosa                            | pas en Flandre, indigène en Wallonie                     |
| Laitue scariole                   | Lactuca serriola                          | naturalisé                                               |
| Laitue vivace                     | Lactuca perennis                          | pas en Flandre, indigène en Wallonie                     |
| Lamier à feuilles embrassantes    | Lamium amplexicaule                       | indigène                                                 |
| Lamier hybride                    | Lamium hybridum                           | indigène                                                 |
| Lamier jaune à feuilles argentées | Lamiastrum galeobdolon subsp. argentatum  | naturalisé                                               |
| Lamier jaune                      | Lamiastrum galeobdolon subsp. galeobdolon | indigène                                                 |
| Lamier pourpre                    | Lamium purpureum                          | indigène                                                 |
| Lamier tacheté                    | Lamium maculatum s.s.                     | indigène                                                 |
| Lampourde glouteron               | Xanthium strumarium                       | naturalisé                                               |
| Lampsane commune                  | Lapsana communis                          | indigène                                                 |
| Langue-de-cerf                    | Asplenium scolopendrium                   | indigène                                                 |
| Lathrée clandestine               | Lathraea clandestina                      | indigène                                                 |
| Lathrée écailleuse                | Lathraea squamaria                        | pas en Flandre, indigène en Wallonie                     |
| Laurier des bois                  | Daphne laureola                           | pas en Flandre, indigène en Wallonie                     |
| Lavande de mer                    | Limonium vulgare                          | indigène en Flandre, pas en Wallonie                     |
| Léersie faux riz                  | Leersia oryzoides                         | indigène                                                 |
| Lentille d'eau à trois lobes      | Lemna trisulca                            | indigène                                                 |
| Lentille d'eau bossue             | Lemna gibba                               | indigène                                                 |
| Lentille d'eau minuscule          | Lemna minuta                              | naturalisé                                               |
| Lentille d'eau                    | Lemna minor                               | indigène                                                 |
| Lepture raide                     | Parapholis strigosa                       | indigène en Flandre, pas en Wallonie                     |
| Libanotis des montagnes           | Seseli libanotis                          | pas en Flandre, indigène en Wallonie                     |
| Lierre terrestre                  | Glechoma hederacea                        | indigène                                                 |
| Lierre                            | Hedera helix                              | indigène                                                 |
| Lilas commun                      | Syringa vulgaris                          | naturalisé après 1950                                    |
| Limodore à feuilles avortées      | Limodorum abortivum                       | pas en Flandre, indigène en Wallonie                     |
| Limoselle aquatique               | Limosella aquatica                        | indigène                                                 |
| Lin à feuilles étroites           | Linum tenuifolium                         | pas en Flandre, indigène en Wallonie                     |
| Lin des Alpes                     | Linum leonii                              | pas en Flandre, indigène en Wallonie                     |
| Lin purgatif                      | Linum catharticum                         | indigène                                                 |
| Linaigrette à feuilles étroites   | Eriophorum angustifolium                  | indigène                                                 |
| Linaigrette à feuilles larges     | Eriophorum latifolium                     | indigène                                                 |
| Linaigrette engainée              | Eriophorum vaginatum                      | indigène                                                 |
| Linaigrette grêle                 | Eriophorum gracile                        | indigène                                                 |
| Linaire bâtarde                   | Kickxia spuria                            | indigène                                                 |
| Linaire commune                   | Linaria vulgaris                          | indigène                                                 |
| Linaire couchée                   | Linaria supina                            | indigène                                                 |
| Linaire cymbalaire                | Cymbalaria muralis                        | indigène                                                 |
| Linaire des champs                | Linaria arvensis                          | ingevoerd in Flandre, disparu de la Wallonie             |
| Linaire élatine                   | Kickxia elatine                           | naturalisé avant 1500                                    |
| Linaire rampante                  | Linaria repens                            | indigène                                                 |
| Liondent à tige nue               | Leontodon saxatilis                       | indigène                                                 |
| Liondent d'automne                | Leontodon autumnalis                      | indigène                                                 |
| Liondent hispide                  | Leontodon hispidus                        | indigène                                                 |
| Liparis de Loesel                 | Liparis loeselii                          | indigène en Flandre, probablement disparu de la Wallonie |
| Lis orangé                        | Lilium bulbiferum subsp. croceum          | disparu de la Flandre, peut être indigène en Wallonie    |
| Liseron des champs                | Convolvulus arvensis                      | indigène                                                 |
| Liseron des haies                 | Calystegia sepium                         | indigène                                                 |
| Liseron des sables                | Calystegia soldanella                     | indigène en Flandre, pas en Wallonie                     |
| Littorelle des lacs               | Littorella uniflora                       | indigène                                                 |
| Lobélie brûlante                  | Lobelia urens                             | disparu                                                  |
| Lobélie de Dortmann               | Lobelia dortmanna                         | indigène en Flandre, disparu de la Wallonie              |
| Lotier à feuilles ténues          | Lotus glaber                              | indigène                                                 |
| Lotier à gousse carrée            | Tetragonolobus maritimus                  | disparu                                                  |
| Lotier corniculé                  | Lotus corniculatus                        | indigène                                                 |
| Lotier des fanges                 | Lotus pedunculatus                        | indigène                                                 |
| Ludwigie à grandes fleurs         | Ludwigia grandiflora                      | naturalisé en Flandre, pas en Wallonie                   |
| Ludwigie des marais               | Ludwigia palustris                        | indigène en Flandre, pas en Wallonie                     |
| Lunaire vivace                    | Lunaria rediviva                          | pas en Flandre, indigène en Wallonie                     |
| Lunetière lisse                   | Biscutella laevigata                      | pas en Flandre, indigène en Wallonie                     |
| Lupin                             | Lupinus polyphyllus                       | naturalisé après 1800                                    |
| Luzerne bâtarde                   | Medicago ×varia                           | indigène                                                 |
| Luzerne d'Arabie                  | Medicago arabica                          | indigène                                                 |
| Luzerne en faux                   | Medicago falcata                          | indigène                                                 |
| Luzerne naine                     | Medicago minima                           | indigène                                                 |
| Luzerne polymorphe                | Medicago polymorpha                       | pas en Flandre, naturalisé en Wallonie                   |
| Luzerne                           | Medicago sativa                           | naturalisé                                               |
| Luzule blanche                    | Luzula luzuloides                         | indigène                                                 |
| Luzule de Forster                 | Luzula fosteri                            | indigène                                                 |
| Luzule des bois                   | Luzula sylvatica                          | indigène                                                 |
| Luzule des champs                 | Luzula campestris                         | indigène                                                 |
| Luzule multiflore                 | Luzula multiflora                         | indigène                                                 |
| Luzule poilue                     | Luzula pilosa                             | indigène                                                 |
| Lychnis visqueux                  | Silene viscaria                           | pas en Flandre, indigène en Wallonie                     |
| Lyciet de Barbarie                | Lycium barbarum                           | naturalisé                                               |
| Lycope d'Europe                   | Lycopus europaeus                         | indigène                                                 |
| Lycopode à feuilles de genévrier  | Lycopodium annotinum                      | disparu de la Flandre, indigène en Wallonie              |
| Lycopode aplati                   | Lycopodium complanatum                    | pas en Flandre, disparu de la Wallonie                   |
| Lycopode de Zeiller               | Lycopodium zelleri                        | pas en Flandre, indigène en Wallonie                     |
| Lycopode des Alpes                | Lycopodium alpinum                        | pas en Flandre, disparu de la Wallonie                   |
| Lycopode d'Issler                 | Lycopodium issleri                        | pas en Flandre, disparu de la Wallonie                   |
| Lycopode en massue                | Lycopodium clavatum                       | indigène                                                 |
| Lycopode inondé                   | Lycopodiella inundata                     | indigène                                                 |
| Lycopode petit-cyprès             | Lycopodium tristachyum                    | indigène                                                 |
| Lycopode sélagine                 | Huperzia selago                           | indigène                                                 |
| Lysimaque des bois                | Lysimachia nemorum                        | indigène                                                 |
| Lysimaque nummulaire              | Lysimachia nummularia                     | indigène                                                 |
| Lysimaque ponctuée                | Lysimachia punctata                       | planté-introduit-cultivé                                 |
| Lysimaque commune                 | Lysimachia vulgaris                       | indigène                                                 |

## M
A B C D E F G H I J K L M N O P Q R S T U V W Z Sans nom vernaculaire Français
| Nom vernaculaire               | Nom binominal                            | Statut                                                                |
| Mâche à fruits velus           | valerianella eriocarpa                   | pas en Flandre, indigène en Wallonie                                  |
| Mâche à oreillettes            | Valerianella rimosa                      | probablement disparu de la Flandre, indigène en Wallonie              |
| Mâche carénée                  | Valerianella carinata                    | indigène                                                              |
| Mâche dentée                   | Valerianella dentata                     | indigène                                                              |
| Mâche doucette                 | Valerianella locusta                     | indigène                                                              |
| Mahonia                        | Berberis aquifolium                      | naturalisé                                                            |
| Maïanthème à deux feuilles     | Maianthemum bifolium                     | indigène                                                              |
| Malaxis des tourbières         | Hammarbya paludosa                       | indigène                                                              |
| Marisque                       | Cladium mariscus                         | indigène en Flandre, disparu de la Wallonie                           |
| Marguerite commune             | Leucanthemum vulgare                     | indigène                                                              |
| Marronnier d'Inde              | Aesculus hippocastanum                   | naturalisé                                                            |
| Marrube                        | Marrubium vulgare                        | indigène                                                              |
| Massette à feuilles étroites   | Typha angustifolia                       | indigène                                                              |
| Massette a larges feuilles     | Typha latifolia                          | indigène                                                              |
| Matricaire discoïde            | Matricaria discoidea                     | indigène                                                              |
| Matricaire maritime            | Tripleurospermum maritimum               | indigène                                                              |
| Mauve à petites feuilles       | Malva pusilla                            | pas en Flandre, peut être naturalisé en Wallonie                      |
| Mauve à petites fleurs         | Malva parviflora                         | pas en Flandre, peut être naturalisé en Wallonie                      |
| Mauve Alcée                    | Malva alcea                              | naturalisé avant 1500                                                 |
| Mauve musquée                  | Malva moschata                           | naturalisé                                                            |
| Mélampyre des champs           | Melampyrum arvense                       | pas en Flandre, indigène en Wallonie                                  |
| Mélampyre des prés             | Melampyrum pratense                      | indigène                                                              |
| Mélilot blanc                  | Melilotus albus                          | naturalisé avant 1500                                                 |
| Mélilot des Indes              | Melilotus indicus                        | naturalisé                                                            |
| Mélilot officinal              | Melilotus officinalis                    | indigène                                                              |
| Mélique ciliée                 | Melica ciliata                           | pas en Flandre, indigène en Wallonie                                  |
| Mélique penchée                | Melica nutans                            | pas en Flandre, indigène en Wallonie                                  |
| Mélique uniflore               | Melica uniflora                          | indigène                                                              |
| Mélisse                        | Melissa officinalis                      | verwilderend, peut être naturalisé en Flandre, naturalisé en Wallonie |
| Mélitte à feuilles de mélisse  | Melittis melissophyllum                  | pas en Flandre, disparu de la Wallonie                                |
| Menthe à feuilles rondes       | Mentha suaveolens                        | indigène                                                              |
| Menthe à longues feuilles      | Mentha longifolia                        | pas en Flandre, indigène en Wallonie                                  |
| Menthe aquatique               | Mentha aquatica                          | indigène                                                              |
| Menthe des champs              | Mentha arvensis                          | indigène                                                              |
| Menthe pouliot                 | Mentha pulegium                          | indigène en Flandre, indigène en Wallonie ou disparu                  |
| Menthe verticillée             | Mentha ×verticillata                     | indigène                                                              |
| Mercuriale annuelle            | Mercurialis annua                        | naturalisé avant 1500                                                 |
| Mercuriale des bois            | Mercurialis perennis                     | indigène                                                              |
| Merisier                       | Prunus avium                             | indigène                                                              |
| Mibore printanière             | Mibora minima                            | indigène en Flandre, disparu de la Wallonie                           |
| Millepertuis à feuilles de lin | Hypericum linariifolium                  | pas en Flandre, indigène en Wallonie                                  |
| Millepertuis à quatre ailes    | Hypericum tetrapterum                    | indigène                                                              |
| Millepertuis anguleux          | Hypericum maculatum subsp. obtusiusculum | indigène                                                              |
| Millepertuis couché            | Hypericum humifusum                      | indigène                                                              |
| Millepertuis des marais        | Hypericum elodes                         | indigène                                                              |
| Millepertuis des montagnes     | Hypericum montanum                       | indigène                                                              |
| Millepertuis élégant           | Hypericum pulchrum                       | indigène                                                              |
| Millepertuis perforé           | Hypericum perforatum                     | indigène                                                              |
| Millepertuis taché             | Hypericum maculatum subsp. maculatum     | indigène                                                              |
| Millepertuis velu              | Hypericum hirsutum                       | indigène                                                              |
| Millet étalé                   | Milium effusum                           | indigène                                                              |
| Millet italien                 | Setaria italica                          | planté-introduit-cultivé                                              |
| Mimule tacheté                 | Mimulus guttatus                         | naturalisé                                                            |
| Minette                        | Medicago lupulina                        | indigène                                                              |
| Minuartia du printemps         | Minuartia verna                          | pas en Flandre, indigène en Wallonie                                  |
| Miroir de Vénus                | Legousia speculum-veneris                | indigène                                                              |
| Moehringie à trois nervures    | Moehringia trinervia                     | indigène                                                              |
| Moenchie dressée               | Moenchia erecta                          | probablement disparu de la Flandre, indigène en Wallonie              |
| Molène Blattaire               | Verbascum blattaria                      | indigène                                                              |
| Molène faux Bouillon-blanc     | Verbascum densiflorum                    | indigène                                                              |
| Molène faux-phlomis            | Verbascum phlomoides                     | indigène                                                              |
| Molène lychnite                | Verbascum lychnitis                      | indigène                                                              |
| Molène noire                   | Verbascum nigrum                         | indigène                                                              |
| Molène pulvérulente            | Verbascum pulverulentum                  | pas en Flandre, indigène en Wallonie                                  |
| Molinie bleue                  | Molinia caerulea                         | indigène                                                              |
| Monnaie du pape                | Lunaria annua                            | verwilderend                                                          |
| Montie des fontaines           | Montia fontana                           | indigène                                                              |
| Montie des sources             | Montia minor                             | indigène                                                              |
| Morelle à trois fleurs         | Solanum triflorum                        | indigène en Flandre, accidentel en Wallonie                           |
| Morelle de Schultes            | Solanum nigrum subsp. schultesii         | probablement accidentel en Flandre, probablement pas en Wallonie      |
| Morelle noire                  | Solanum nigrum subsp. nigrum             | indigène                                                              |
| Morelle verte                  | Solanum physalifolium                    | indigène                                                              |
| Mouron bleu                    | Anagallis arvensis subsp. foemina        | indigène                                                              |
| Mouron d'eau                   | Veronica anagallis-aquatica              | indigène                                                              |
| Mouron délicat                 | Anagallis tenella                        | indigène en Flandre, disparu de la Wallonie                           |
| Mouron des oiseaux             | Stellaria media                          | indigène                                                              |
| Mouron nain                    | Centunculus minimus                      | indigène                                                              |
| Mouron rouge                   | Anagallis arvensis subsp. arvensis       | indigène                                                              |
| Moutarde des champs            | Sinapis arvensis                         | indigène                                                              |
| Moutarde giroflée              | Coincya monensis subsp. recurvata        | indigène ou naturalisé                                                |
| Moutarde noire                 | Brassica nigra                           | indigène                                                              |
| Muflier des champs             | Misopates orontium                       | indigène                                                              |
| Muguet de mai                  | Convallaria majalis                      | indigène                                                              |
| Muscari à toupet               | Muscari comosum                          | indigène                                                              |
| Muscari en grappe              | Muscari botryoides                       | naturalisé en Flandre, indigène en Wallonie                           |
| Myosotis des bois              | Myosotis sylvatica                       | indigène                                                              |
| Myosotis des champs            | Myosotis arvensis                        | indigène                                                              |
| Myosotis des marais            | Myosotis scorpioides subsp. nemorosa     | distribution incomplète connue                                        |
| Myosotis des marais            | Myosotis scorpioides                     | indigène                                                              |
| Myosotis gazonnant             | Myosotis laxa subsp. cespitosa           | indigène                                                              |
| Myosotis hérissé               | Myosotis ramosissima                     | indigène                                                              |
| Myosotis raide                 | Myosotis stricta                         | indigène                                                              |
| Myosotis versicolore           | Myosotis discolor                        | indigène                                                              |
| Myriophylle à fleurs alternes  | Myriophyllum alterniflorum               | indigène                                                              |
| Myriophylle en épi             | Myriophyllum spicatum                    | indigène                                                              |
| Myriophylle verticillé         | Myriophyllum verticillatum               | indigène                                                              |
| Myrtille                       | Vaccinium myrtillus                      | }                                                                     |

## N
A B C D E F G H I J K L M N O P Q R S T U V W Z Sans nom vernaculaire Français
| Nom vernaculaire       | Nom binominal       | Statut                                                      |
| Nard raide             | Nardus stricta      | indigène                                                    |
| Nardurus halleri       | Micropyrum tenellum | naturalisé                                                  |
| Navet                  | Brassica napus      | planté-introduit-cultivé en Flandre, naturalisé en Wallonie |
| Néflier d'Allemagne    | Mespilus germanica  | naturalisé avant 1500                                       |
| Nénuphar blanc         | Nymphaea alba       | indigène                                                    |
| Nénuphar jaune         | Nuphar lutea        | indigène                                                    |
| Néottie nid d'oiseau   | Neottia nidus-avis  | indigène                                                    |
| Nerprun purgatif       | Rhamnus cathartica  | indigène                                                    |
| Neslie en panicule     | Neslia paniculata   | subspontané en Flandre, naturalisé en Wallonie              |
| Nicandre faux coqueret | Nicandra physalodes | accidentel                                                  |
| Nielle des blés        | Agrostemma githago  | indigène en Flandre, disparu de la Wallonie                 |
| Nigelle des champs     | Nigella arvensis    | pas en Flandre, disparu de la Wallonie                      |
| Nivéole de printemps   | Leucojum vernum     | indigène                                                    |
| Nivéole d'été          | Leucojum aestivum   | indigène                                                    |
| Noisetier              | Corylus avellana    | indigène                                                    |
| Noyer commun           | Juglans regia       | naturalisé                                                  |

## O
A B C D E F G H I J K L M N O P Q R S T U V W Z Sans nom vernaculaire Français
| Nom vernaculaire                | Nom binominal                            | Statut                                                   |
| Obione faux-pourpier            | Atriplex portulacoides                   | indigène en Flandre, pas en Wallonie                     |
| Odontite rouge                  | Odontites vernus subsp. serotinus        | indigène                                                 |
| Œil-de-bœuf à feuilles de saule | Buphthalmum salicifolium                 | naturalisé                                               |
| Œillet couché                   | Dianthus deltoides                       | indigène                                                 |
| Œillet des Chartreux            | Dianthus carthusianorum                  | pas en Flandre, indigène en Wallonie                     |
| Œillet mignardise               | Dianthus gratianopolitanus               | pas en Flandre, indigène en Wallonie                     |
| Œillet velu                     | Dianthus armeria                         | indigène                                                 |
| Œnanthe à feuilles de peucédan  | Oenanthe peucedanifolia                  | pas en Flandre, indigène en Wallonie                     |
| Œnanthe à feuilles de silaüs    | Oenanthe silaifolia                      | indigène en Flandre, disparu de la Wallonie              |
| Œnanthe aquatique               | Oenanthe aquatica                        | indigène                                                 |
| Œnanthe de Lachenal             | Oenanthe lachenalii                      | indigène en Flandre, pas en Wallonie                     |
| Œnanthe faux boucage            | Oenanthe pimpinelloides                  | indigène en Flandre, disparu de la Wallonie              |
| Œnanthe fistuleuse              | Oenanthe fistulosa                       | indigène                                                 |
| Œnanthe safranée                | Oenanthe crocata                         | indigène en Flandre, pas en Wallonie                     |
| Onagre à petites fleurs         | Oenothera deflexa                        | indigène                                                 |
| Onagre bisannuelle              | Oenothera biennis                        | indigène                                                 |
| Onagre de Lamarck               | Oenothera glazioviana                    | naturalisé                                               |
| Onagre d'Oakes                  | Oenothera oakesiana                      | indigène en Flandre, pas en Wallonie                     |
| Onoclée sensible                | Onoclea sensibilis                       | peut être naturalisé                                     |
| Onoporde acanthe                | Onopordum acanthium                      | indigène                                                 |
| Ophioglosse des Açores          | Ophioglossum azoricum                    | indigène en Flandre, pas en Wallonie                     |
| Ophioglosse vulgaire            | Ophioglossum vulgatum                    | indigène                                                 |
| Ophrys abeille                  | Ophrys apifera                           | indigène                                                 |
| Ophrys araignée                 | Ophrys sphegodes                         | disparu de la Flandre, indigène en Wallonie              |
| Ophrys frelon                   | Ophrys fuciflora                         | pas en Flandre, indigène en Wallonie                     |
| Ophrys mouche                   | Ophrys insectifera                       | indigène                                                 |
| Orchis à fleurs lâches          | Anacamptis laxiflora                     | disparu de la Flandre, pas en Wallonie                   |
| Orchis à larges feuilles        | Dactylorhiza majalis subsp. majalis      | indigène                                                 |
| Orchis blanchâtre               | Pseudorchis albida                       | pas en Flandre, indigène en Wallonie                     |
| Orchis bouc                     | Himantoglossum hircinum                  | indigène                                                 |
| Orchis bouffon                  | Anacamptis morio                         | indigène                                                 |
| Orchis brûlé                    | Neotinea ustulata                        | disparu de la Flandre, indigène en Wallonie              |
| Orchis de Fuchs                 | Dactylorhiza maculata subsp. fuchsii     | indigène                                                 |
| Orchis des sphaignes            | Dactylorhiza majalis subsp. sphagnicola  | indigène                                                 |
| Orchis grenouille               | Dactylorhiza viridis                     | indigène                                                 |
| Orchis Homme-pendu              | Orchis anthropophorum                    | indigène                                                 |
| Orchis incarnat                 | Dactylorhiza incarnata                   | indigène                                                 |
| Orchis mâle                     | Orchis mascula                           | indigène                                                 |
| Orchis militaire                | Orchis militaris                         | indigène                                                 |
| Orchis moucheron                | Gymnadenia conopsea                      | indigène                                                 |
| Orchis musc                     | Herminium monorchis                      | indigène en Flandre, pas en Wallonie                     |
| Orchis négligé                  | Dactylorhiza majalis subsp. praetermissa | indigène                                                 |
| Orchis odorant                  | Gymnadenia odoratissima                  | pas en Flandre, indigène en Wallonie                     |
| Orchis pourpre                  | Orchis purpurea                          | indigène                                                 |
| Orchis punaise                  | Anacamptis coriophora                    | disparu de la Flandre, indigène en Wallonie ou disparu   |
| Orchis pyramidal                | Anacamptis pyramidalis                   | indigène                                                 |
| Orchis singe                    | Orchis simia                             | probablement disparu de la Flandre, indigène en Wallonie |
| Orchis tacheté                  | Dactylorhiza maculata subsp. maculata    | indigène                                                 |
| Orchis verdâtre                 | Platanthera montana                      | indigène                                                 |
| Orge agréable                   | Hordeum jubatum                          | naturalisé                                               |
| Orge des bois                   | Hordelymum europeaus                     | pas en Flandre, indigène en Wallonie                     |
| Orge des rats                   | Hordeum murinum                          | indigène                                                 |
| Orge faux-seigle                | Hordeum secalinum                        | indigène                                                 |
| Orge marine                     | Hordeum marinum                          | indigène en Flandre, pas en Wallonie                     |
| Origan                          | Origanum vulgare                         | indigène                                                 |
| Orlaya à grandes fleurs         | Orlaya grandiflora                       | pas en Flandre, indigène en Wallonie                     |
| Orme champêtre                  | Ulmus ×hollandica                        | indigène                                                 |
| Orme champêtre                  | Ulmus minor                              | indigène                                                 |
| Orme de montagne                | Ulmus glabra                             | indigène                                                 |
| Orme lisse                      | Ulmus laevis                             | indigène                                                 |
| Ornithogale des Pyrénées        | Ornithogalum pyrenaicum                  | indigène                                                 |
| Orobanche de la germandrée      | Orobanche teucrii                        | pas en Flandre, inmeems in Wallonie                      |
| Orobanche du genêt              | Orobanche rapum-genistae                 | indigène                                                 |
| Orobanche du lierre             | Orobanche hederae                        | indigène                                                 |
| Orobanche du picris             | Orobanche picridis                       | pas en Flandre, disparu de la Wallonie                   |
| Orobanche du thym               | Orobanche alba                           | pas en Flandre, indigène en Wallonie                     |
| Orobanche du trèfle             | Orobanche minor                          | indigène                                                 |
| Orobanche élevée                | Orobanche elatior                        | pas en Flandre, indigène en Wallonie                     |
| Orobanche giroflée              | Orobanche caryophyllacea                 | indigène                                                 |
| Orobanche pourprée              | Orobanche purpurea                       | indigène                                                 |
| Orobanche rameuse               | Orobanche ramosa                         | disparu                                                  |
| Orpin à feuilles épaisses       | Sedum dasyphyllum                        | pas en Flandre, naturalisé en Wallonie                   |
| Orpin âcre                      | Sedum acre                               | indigène                                                 |
| Orpin bâtard                    | Sedum spurium                            | naturalisé                                               |
| Orpin blanc                     | Sedum album                              | indigène                                                 |
| Orpin de Bologne                | Sedum sexangulare                        | indigène                                                 |
| Orpin de Helms                  | Crassula helmsii                         | naturalisé en Flandre, peut être naturalisé en Wallonie  |
| Orpin élégant                   | Sedum forsterianum                       | pas en Flandre, indigène en Wallonie                     |
| Orpin paniculé                  | Sedum cepaea                             | pas en Flandre, indigène en Wallonie                     |
| Orpin réfléchi                  | Sedum rupestre                           | indigène                                                 |
| Orpin reprise                   | Sedum telephium                          | indigène                                                 |
| Orpin rougeâtre                 | Sedum rubens                             | pas en Flandre, indigène en Wallonie                     |
| Ortie blanche                   | Lamium album                             | indigène                                                 |
| Ortie brûlante                  | Urtica urens                             | naturalisé ou indigène                                   |
| Ortie royale                    | Galeopsis tetrahit                       | indigène                                                 |
| Oseille ronde                   | Rumex scutatus                           | indigène                                                 |
| Oseille sanguine                | Rumex sanguineus                         | indigène                                                 |
| Osmonde royale                  | Osmunda regalis                          | indigène                                                 |
| Ossifrage                       | Narthecium ossifragum                    | indigène                                                 |
| Oxalis corniculé                | Oxalis corniculata                       | naturalisé                                               |
| Oxalis raide                    | Oxalis stricta                           | naturalisé                                               |
| Oyat                            | Ammophila arenaria                       | indigène en Flandre, pas en Wallonie                     |

## P
A B C D E F G H I J K L M N O P Q R S T U V W Z Sans nom vernaculaire Français
| Nom vernaculaire                      | Nom binominal                     | Statut                                                                                  |
| Panais urticant                       | Pastinaca sativa subsp. urens     | naturalisé                                                                              |
| Panais                                | Pastinaca sativa subsp. sativa    | indigène                                                                                |
| Panic à feuilles lisses               | Panicum schinzii                  | naturalisé                                                                              |
| Panic capillaire                      | Panicum capillare                 | naturalisé                                                                              |
| Panic d'automne                       | Panicum dichotomiflorum           | naturalisé                                                                              |
| Panicaut champêtre                    | Eryngium campestre                | indigène                                                                                |
| Panicaut maritime                     | Eryngium maritimum                | indigène en Flandre, pas en Wallonie                                                    |
| Pâquerette                            | Bellis perennis                   | indigène                                                                                |
| Pariétaire de Judée                   | Parietaria judaica                | indigène                                                                                |
| Pariétaire officinale                 | Parietaria officinalis            | indigène                                                                                |
| Parisette à quatre feuilles           | Paris quadrifolia                 | indigène                                                                                |
| Parnassie                             | Parnassia palustris               | indigène                                                                                |
| Pas-d'âne                             | Tussilago farfara                 | indigène                                                                                |
| Passerage à larges feuilles           | Lepidium latifolium               | indigène                                                                                |
| Passerage champêtre                   | Lepidium campestre                | indigène                                                                                |
| Passerage de Virginie                 | Lepidium virginicum               | naturalisé                                                                              |
| Passerage des décombres               | Lepidium ruderale                 | indigène                                                                                |
| Passerage drave                       | Lepidium draba                    | naturalisé                                                                              |
| Passerage hétérophylle                | Lepidium heterophyllum            | naturalisé                                                                              |
| Passerage-à-fleurs-serrées            | Lepidium densiflorum              | naturalisé                                                                              |
| Passerine annuelle                    | Thymelaea passerina               | pas en Flandre, disparu de la Wallonie                                                  |
| Patience agglomérée                   | Rumex conglomeratus               | indigène                                                                                |
| Patience crépue                       | Rumex crispus                     | indigène                                                                                |
| Patience des eaux                     | Rumex hydrolapathum               | indigène                                                                                |
| Patience des marais                   | Rumex palustris                   | indigène                                                                                |
| Patience maritime                     | Rumex maritimus                   | indigène                                                                                |
| Patience sauvage                      | Rumex obtusifolius                | indigène                                                                                |
| Pâturin à feuilles étroites           | Poa angustifolia                  | indigène                                                                                |
| Pâturin annuel                        | Poa annua                         | indigène                                                                                |
| Pâturin bulbeux                       | Poa bulbosa                       | indigène                                                                                |
| Pâturin commun                        | Poa trivialis                     | indigène                                                                                |
| Pâturin comprimé                      | Poa compressa                     | indigène                                                                                |
| Pâturin de Chaix                      | Poa chaixii                       | indigène                                                                                |
| Pâturin des bois                      | Poa nemoralis                     | indigène                                                                                |
| Pâturin des marais                    | Poa palustris                     | indigène                                                                                |
| Pâturin des prés                      | Poa pratensis                     | indigène                                                                                |
| Pavot douteux                         | Papaver dubium                    | indigène                                                                                |
| Pavot somnifère                       | Papaver somniferum                | verwilderend                                                                            |
| Pédiculaire des bois                  | Pedicularis sylvatica             | indigène                                                                                |
| Pédiculaire des marais                | Pedicularis palustris             | indigène                                                                                |
| Peigne de Vénus                       | Scandix pecten-veneris            | indigène en Flandre ou maintenant seulement accidentel, indigène en Wallonie ou disparu |
| Pensée des champs                     | Viola arvensis                    | indigène                                                                                |
| Pensée des dunes                      | Viola curtisii                    | indigène en Flandre, pas en Wallonie                                                    |
| Pensée des Vosges                     | Viola lutea subsp. calaminaria    | pas en Flandre, indigène en Wallonie                                                    |
| Pensée tricolore                      | Viola tricolor                    | indigène                                                                                |
| Peplis portula                        | Lythrum portula                   | indigène                                                                                |
| Perce-neige                           | Galanthus nivalis                 | naturalisé                                                                              |
| Persil des moissons                   | Petroselinum segetum              | indigène en Flandre, pas en Wallonie                                                    |
| Pesse vulgaire                        | Hippuris vulgaris                 | indigène                                                                                |
| Pétasite blanc                        | Petasites albus                   | pas en Flandre, naturalisé en Wallonie                                                  |
| Pétasite officinal                    | Petasites hybridus                | indigène                                                                                |
| Petit Basilic                         | Clinopodium acinos                | indigène                                                                                |
| Petit botryche                        | Botrychium simplex                | disparu de la Flandre, pas en Wallonie                                                  |
| Petit boucage                         | Pimpinella saxifraga              | indigène                                                                                |
| Petit nénuphar                        | Nuphar pumila                     | pas en Flandre, disparu de la Wallonie                                                  |
| Petit pigamon                         | Thalictrum minus                  | indigène en Flandre, disparu de la Wallonie                                             |
| Petit rhinanthe                       | Rhinanthus minor                  | indigène                                                                                |
| Petite bardane                        | Arctium minus                     | indigène                                                                                |
| Petite berle                          | Berula erecta                     | indigène                                                                                |
| Petite bourrache                      | Omphalodes verna                  | planté-introduit-cultivé                                                                |
| Petite centaurée du littoral          | Centaurium littorale              | indigène en Flandre, pas en Wallonie                                                    |
| Petite centaurée                      | Centaurium erythraea              | indigène                                                                                |
| Petite ciguë                          | Aethusa cynapium                  | indigène                                                                                |
| Petite cuscute                        | Cuscuta epithymum                 | indigène                                                                                |
| Petite douve                          | Ranunculus flammula               | indigène                                                                                |
| Petite éragrostide                    | Eragrostis minor                  | indigène                                                                                |
| Petite mauve                          | Malva neglecta                    | indigène                                                                                |
| Petite musquée                        | Adoxa moschatellina               | indigène                                                                                |
| Petite naïade                         | Najas minor                       | indigène en Flandre, disparu de la Wallonie                                             |
| Petite oseille                        | Rumex acetosella                  | indigène                                                                                |
| Petite pervenche                      | Vinca minor                       | indigène                                                                                |
| Petite pimprenelle                    | Sanguisorba minor                 | indigène                                                                                |
| Petite pyrole                         | Pyrola minor                      | indigène                                                                                |
| Petite scutellaire                    | Scutellaria minor                 | indigène                                                                                |
| Petite spéculaire                     | Legousia hybrida                  | indigène                                                                                |
| Petite utriculaire                    | Utricularia minor                 | indigène                                                                                |
| Peucédan à feuilles de carvi          | Peucedanum carvifolia             | indigène                                                                                |
| Peucédan des marais                   | Peucedanum palustre               | indigène en Flandre, disparu de la Wallonie                                             |
| Peucédan impératoire                  | Peucedanum ostruthium             | pas en Flandre, naturalisé en Wallonie                                                  |
| Peuplier blanc                        | Populus alba                      | naturalisé                                                                              |
| Peuplier grisard                      | Populus ×canescens                | indigène                                                                                |
| Peuplier noir                         | Populus nigra                     | indigène                                                                                |
| Peuplier tremble                      | Populus tremula                   | indigène                                                                                |
| Phacelia                              | Phacelia tanacetifolia            | naturalisé                                                                              |
| Phalangère à fleurs de Lis            | Anthericum liliago                | pas en Flandre, indigène en Wallonie                                                    |
| Phalangère rameuse                    | Anthericum ramosum                | pas en Flandre, disparu de la Wallonie                                                  |
| Phégoptéris vulgaire                  | Phegopteris connectilis           | indigène                                                                                |
| Phytolaque d'orient                   | Phytolacca esculenta              | naturalisé                                                                              |
| Picris fausse Vipérine                | Picris echioides                  | indigène                                                                                |
| Picris fausse épervière               | Picris hieracioides               | indigène                                                                                |
| Pied d'oiseau délicat                 | Ornithopus perpusillus            | indigène                                                                                |
| Pied-de-chat                          | Antennaria dioica                 | disparu de la Flandre, indigène en Wallonie                                             |
| Pied-de-coq                           | Echinochloa crus-galli            | indigène                                                                                |
| Pigamon jaune                         | Thalictrum flavum                 | indigène                                                                                |
| Pilulaire                             | Pilularia globulifera             | indigène                                                                                |
| Piment royal                          | Myrica gale                       | indigène                                                                                |
| Pin sylvestre                         | Pinus sylvestris                  | indigène                                                                                |
| Pissenlit                             | Taraxacum officinale              | indigène                                                                                |
| Plantain corne de cerf                | Plantago coronopus                | indigène                                                                                |
| Plantain d'eau à feuilles de graminée | Alisma gramineum                  | indigène                                                                                |
| Plantain d'eau commun                 | Alisma plantago-aquatica          | indigène                                                                                |
| Plantain des sables                   | Plantago arenaria                 | naturalisé                                                                              |
| Plantain intermédiaire                | Plantago major subsp. intermedia  | indigène                                                                                |
| Plantain lancéolé                     | Alisma lanceolatum                | indigène                                                                                |
| Plantain lancéolé                     | Plantago lanceolata               | indigène                                                                                |
| Plantain maritime                     | Plantago maritima                 | indigène en Flandre, pas en Wallonie                                                    |
| Plantain moyen                        | Plantago media                    | indigène                                                                                |
| Platanthère à deux feuilles           | Platanthera bifolia               | indigène                                                                                |
| Podosperme lacinié                    | Podospermum laciniatum            | pas en Flandre, indigène en Wallonie                                                    |
| Poirier sauvage                       | Pyrus communis                    | naturalisé                                                                              |
| Poivre d'eau                          | Persicaria hydropiper             | indigène                                                                                |
| Polémoine bleue                       | Polemonium caeruleum              | pas en Flandre, naturalisé en Wallonie                                                  |
| Polycarpon à feuilles par quatre      | Polycarpon tetraphyllum           | indigène                                                                                |
| Polygala à feuilles de serpollet      | Polygala serpyllifolia            | indigène                                                                                |
| Polygala amer                         | Polygala amarella                 | pas en Flandre, disparu de la Wallonie                                                  |
| Polygala commun                       | Polygala vulgaris                 | indigène                                                                                |
| Polygale chevelu                      | Polygala comosa                   | probablement disparu de la Flandre, indigène en Wallonie                                |
| Polygale du calcaire                  | Polygala calcarea                 | pas en Flandre, disparu de la Wallonie                                                  |
| Polypode commun                       | Polypodium vulgare                | indigène                                                                                |
| Polypode du calcaire                  | Gymnocarpium robertianum          | indigène                                                                                |
| Polypode intermédiaire                | Polypodium interjectum            | indigène                                                                                |
| Polypogon de Montpellier              | Polypogon monspeliensis           | naturalisé                                                                              |
| Polystic à aiguillons                 | Polystichum aculeatum             | indigène                                                                                |
| Polystic à frondes soyeuses           | Polystichum setiferum             | indigène                                                                                |
| Polystic faux-lonchitis               | Polystichum lonchitis             | pas en Flandre, indigène en Wallonie                                                    |
| Pommier sauvage                       | Malus sylvestris                  | indigène                                                                                |
| Populage des marais                   | Caltha palustris subsp. palustris | indigène                                                                                |
| Porcelle à feuilles tachées           | Hypochaeris maculata              | pas en Flandre, indigène en Wallonie                                                    |
| Porcelle enracinée                    | Hypochaeris radicata              | indigène                                                                                |
| Porcelle glabre                       | Hypochaeris glabra                | indigène en Flandre, disparu de la Wallonie                                             |
| Potamot à feuilles aiguës             | Potamogeton acutifolius           | indigène en Flandre, disparu de la Wallonie                                             |
| Potamot à feuilles de renouée         | Potamogeton polygonifolius        | indigène                                                                                |
| Potamot à feuilles flottantes         | Potamogeton nodosus               | indigène en Flandre, pas en Wallonie                                                    |
| Potamot à feuilles mucronées          | Potamogeton mucronatus            | indigène en Flandre, disparu de la Wallonie                                             |
| Potamot à feuilles obtuses            | Potamogeton obtusifolius          | indigène                                                                                |
| Potamot à feuilles perfoliées         | Potamogeton perfoliatus           | indigène                                                                                |
| Potamot à longs pédoncules            | Potamogeton praelongus            | disparu de la Flandre, pas en Wallonie                                                  |
| Potamot à tige comprimée              | Potamogeton compressus            | indigène en Flandre, pas en Wallonie                                                    |
| Potamot capillaire                    | Potamogeton trichoides            | indigène                                                                                |
| Potamot coloré                        | Potamogeton coloratus             | indigène en Flandre, pas en Wallonie                                                    |
| Potamot crépu                         | Potamogeton crispus               | indigène                                                                                |
| Potamot de Berchtold                  | Potamogeton berchtoldii           | indigène                                                                                |
| Potamot de Ziz                        | Potamogeton ×angustifolius        | probablement disparu de la Flandre, pas en Wallonie                                     |
| Potamot dense                         | Groenlandia densa                 | indigène                                                                                |
| Potamot des Alpes                     | Potamogeton alpinus               | indigène                                                                                |
| Potamot fluet                         | Potamogeton pusillus              | indigène                                                                                |
| Potamot graminée                      | Potamogeton gramineus             | indigène                                                                                |
| Potamot graminée                      | Potamogeton xsparganifolius       | distribution incomplète connue                                                          |
| Potamot luisant                       | Potamogeton lucens                | indigène                                                                                |
| Potamot nageant                       | Potamogeton natans                | indigène                                                                                |
| Potamot pectiné                       | Potamogeton pectinatus            | indigène                                                                                |
| Potentilla couchée                    | Potentilla supina                 | indigène en Flandre, indigène en Wallonie mais probablement disparu                     |
| Potentille argentée                   | Potentilla argentea               | indigène                                                                                |
| Potentille d'Angleterre               | Potentilla anglica                | indigène                                                                                |
| Potentille des marais                 | Comarum palustre                  | indigène                                                                                |
| Potentille des oies                   | Potentilla anserina               | indigène                                                                                |
| Potentille des rochers                | Petentilla rupestris              | pas en Flandre, indigène en Wallonie                                                    |
| Potentille dressée                    | Potentilla recta                  | indigène                                                                                |
| Potentille faux fraisier              | Potentilla sterilis               | indigène                                                                                |
| Potentille intermédiaire              | Potentilla intermedia             | indigène                                                                                |
| Potentille norvégienne                | Potentilla norvegica              | indigène                                                                                |
| Potentille printanière                | Potentilla tabernaemontani        | indigène                                                                                |
| Potentille rampante                   | Potentilla reptans                | indigène                                                                                |
| Potentille tormentille                | Potentilla erecta                 | indigène                                                                                |
| Pourpier de mer                       | Honckenya peploides               | disparu de la Flandre, pas en Wallonie                                                  |
| Pourpier                              | Portulaca oleracea                | naturalisé avant 1500                                                                   |
| Prêle des bois                        | Equisetum sylvaticum              | indigène                                                                                |
| Prêle des champs                      | Equisetum arvense                 | indigène                                                                                |
| Prêle des eaux                        | Equisetum fluviatile              | indigène                                                                                |
| Prêle des marais                      | Equisetum palustre                | indigène                                                                                |
| Prêle des rives                       | Equisetum ×litorale               | indigène                                                                                |
| Prêle d'hiver                         | Equisetum hyemale                 | indigène                                                                                |
| Prêle panachée                        | Equisetum variegatum              | indigène                                                                                |
| Primevère acaule                      | Primula vulgaris                  | indigène en Flandre, pas en Wallonie                                                    |
| Primevère élevée                      | Primula elatior                   | indigène                                                                                |
| Primevère officinale                  | Primula veris                     | indigène                                                                                |
| Prunellier                            | Prunus spinosa                    | indigène                                                                                |
| Prunier myrobolan                     | Prunus cerasifera                 | naturalisé                                                                              |
| Prunier                               | Prunus domestica                  | planté-introduit-cultivé en Flandre, naturalisé en Wallonie                             |
| Puccinellie fasciculée                | Puccinellia fasciculata           | indigène en Flandre, pas en Wallonie                                                    |
| Puccinellie maritime                  | Puccinellia maritima              | indigène en Flandre, pas en Wallonie                                                    |
| Pulicaire dysentérique                | Pulicaria dysenterica             | indigène                                                                                |
| Pulicaire vulgaire                    | Pulicaria vulgaris                | indigène en Flandre, disparu de la Wallonie                                             |
| Pulmonaire des montagnes              | Pulmonaria montana                | pas en Flandre, indigène en Wallonie                                                    |
| Pulmonaire officinale sans taches     | Pulmonaria obscura                | pas en Flandre, indigène en Wallonie                                                    |
| Pulmonaire officinale                 | Pulmonaria officinalis            | naturalisé en probablement indigène en Flandre, indigène en Wallonie                    |
| Pulsatille commune                    | Pulsatilla vulgaris               | pas en Flandre, indigène en Wallonie                                                    |
| Pyrole à feuilles rondes              | Pyrola rotundifolia               | indigène                                                                                |

## Q
A B C D E F G H I J K L M N O P Q R S T U V W Z Sans nom vernaculaire Français
| Nom vernaculaire | Nom binominal  | Statut                                 |
| Queue de lièvre  | Lagurus ovatus | naturalisé en Flandre, pas en Wallonie |

## R
A B C D E F G H I J K L M N O P Q R S T U V W Z Sans nom vernaculaire Français
| Nom vernaculaire                 | Nom binominal                                  | Statut                                                             |
| Racine de corail                 | Corallorrhiza trifida                          | pas en Flandre, indigène en Wallonie                               |
| Radiole faux-lin                 | Radiola linoides                               | indigène                                                           |
| Raifort                          | Armoracia rusticana                            | naturalisé                                                         |
| Raiponce en épi                  | Phyteuma spicatum subsp. spicatum              | indigène                                                           |
| Raiponce noire                   | Phyteuma spicatum subsp. nigrum                | indigène                                                           |
| Raisin d'Amérique                | Phytolacca americana                           | planté-introduit-cultivé                                           |
| Rapistre rugueux                 | Rapistrum rugosum                              | naturalisé                                                         |
| Ratoncule naine                  | Myosurus minimus                               | indigène                                                           |
| Ravenelle                        | Raphanus raphanistrum                          | indigène                                                           |
| Ray-grass anglais                | Lolium perenne                                 | indigène                                                           |
| Ray-grass d'Italie               | Lolium multiflorum                             | indigène                                                           |
| Réglisse sauvage                 | Astragalus glycyphyllos                        | indigène                                                           |
| Reine-des-prés                   | Filipendula ulmaria                            | indigène                                                           |
| Renoncule à feuilles capillaires | Ranunculus trichophyllus                       | indigène                                                           |
| Renoncule à feuilles de lierre   | Ranunculus hederaceus                          | indigène                                                           |
| Renoncule à feuilles de platane  | Ranunculus platanifolius                       | pas en Flandre, indigène en Wallonie                               |
| Renoncule à pinceau              | Ranunculus peltatus var. heterophyllus         | indigène                                                           |
| Renoncule à segments étroits     | Ranunculus polyanthemos subsp. polyanthemoides | indigène                                                           |
| Renoncule âcre                   | Ranunculus acris                               | indigène                                                           |
| Renoncule aquatique              | Ranunculus aquatilis                           | indigène                                                           |
| Renoncule blanche                | Ranunculus ololeucos                           | indigène en Flandre, pas en Wallonie                               |
| Renoncule bulbeuse               | Ranunculus bulbosus                            | indigène                                                           |
| Renoncule de Baudot              | Ranunculus baudotii                            | indigène en Flandre, pas en Wallonie                               |
| Renoncule de Lenormand           | Ranunculus omiophyllus                         | disparu                                                            |
| Renoncule des bois               | Ranunculus polyanthemos ''subsp.'' nemorosus   | indigène                                                           |
| Renoncule des champs             | Ranunculus arvensis                            | indigène                                                           |
| Renoncule divariquée             | Ranunculus circinatus                          | indigène                                                           |
| Renoncule flottante              | Ranunculus fluitans                            | indigène                                                           |
| Renoncule peltée                 | Ranunculus peltatus                            | indigène                                                           |
| Renoncule rampante               | Ranunculus repens                              | indigène                                                           |
| Renoncule sarde                  | Ranunculus sardous                             | indigène                                                           |
| Renoncule scélérate              | Ranunculus sceleratus                          | indigène                                                           |
| Renoncule tête d'or              | Ranunculus auricomus                           | indigène                                                           |
| Renoncule tripartite             | Ranunculus tripartitus                         | indigène en Flandre, disparu de la Wallonie                        |
| Renouée à feuilles de patience   | Persicaria lapathifolia                        | indigène                                                           |
| Renouée à nombreux épis          | Persicaria wallichii                           | naturalisé                                                         |
| Renouée amphibie                 | Persicaria amphibia                            | indigène                                                           |
| Renouée de Ray                   | Polygonum oxyspermum subsp. raii               | naturalisé en Flandre, pas en Wallonie                             |
| Renouée de Sakhaline             | Fallopia sachalinensis                         | naturalisé                                                         |
| Renouée des haies                | Fallopia dumetorum                             | indigène                                                           |
| Renouée des oiseaux              | Polygonum aviculare                            | indigène                                                           |
| Renouée douce                    | Persicaria mitis                               | indigène                                                           |
| Renouée du Japon                 | Fallopia japonica                              | naturalisé                                                         |
| Renouée du Turkestan             | Fallopia baldschuanica                         | naturalisé                                                         |
| Renouée fluette                  | Persicaria minor                               | indigène                                                           |
| Renouée liseron                  | Fallopia convolvulus                           | indigène                                                           |
| Renouée persicaire               | Persicaria maculosa                            | indigène                                                           |
| Réséda jaunâtre                  | Reseda luteola                                 | naturalisé avant 1500                                              |
| Réséda jaune                     | Reseda lutea                                   | naturalisé avant 1500                                              |
| Rhinanthe à grandes fleurs       | Rhinanthus angustifolius                       | indigène                                                           |
| Rhinanthe crête-de-coq           | Rhinanthus alectorolophus                      | indigène                                                           |
| Rhynchospore blanc               | Rhynchospora alba                              | indigène                                                           |
| Rhynchospore brun                | Rhynchospora fusca                             | indigène                                                           |
| Robinier faux-acacia             | Robinia pseudoacacia                           | naturalisé après 1625 in Flandre, naturalisé en Wallonie           |
| Rododendron Pontique             | Rhododendron ponticum                          | naturalisé                                                         |
| Ronce à feuilles de noisetiers   | Rubus corylifolius                             | distribution incomplète connue                                     |
| Ronce admirable                  | Rubus spectabilis                              | naturalisé ou planté-introduit-cultivé en Flandre, pas en Wallonie |
| Ronce bleue                      | Rubus caesius                                  | indigène                                                           |
| Ronce des rochers                | Rubus saxatilis                                | pas en Flandre, indigène en Wallonie                               |
| Ronce laciniée                   | Rubus laciniatus                               | naturalisé                                                         |
| Ronce                            | Rubus fruticosus                               | indigène                                                           |
| Roquette bâtarde                 | Hirschfeldia incana                            | naturalisé en Flandre, pas en Wallonie                             |
| Rorippe amphibie                 | Rorippa amphibia                               | indigène                                                           |
| Rorippe d'Autriche               | Rorippa austriaca                              | indigène                                                           |
| Rose de France                   | Rosa gallica                                   | pas en Flandre, disparu de la Wallonie                             |
| Rose stylée                      | Rosa stylosa                                   | indigène                                                           |
| Roseau des bois                  | Calamagrostis epigejos                         | indigène                                                           |
| Roseau                           | Phragmites australis                           | indigène                                                           |
| Rosier à feuilles obtuses        | Rosa tomentella                                | indigène                                                           |
| Rosier à folioles elliptiques    | Rosa elliptica                                 | pas en Flandre, disparu de la Wallonie                             |
| Rosier à petites fleurs          | Rosa micrantha                                 | indigène                                                           |
| Rosier cannelle                  | Rosa majalis                                   | naturalisé                                                         |
| Rosier de Sherard                | Rosa sherardii                                 | probablement niet in België                                        |
| Rosier des champs                | Rosa arvensis                                  | indigène                                                           |
| Rosier des haies                 | Rosa agrestis                                  | indigène                                                           |
| Rosier des Vosges                | Rosa dumalis                                   | indigène en Flandre, probablement pas en Wallonie                  |
| Rosier en peu scabre             | Rosa pseudoscabriuscula                        | indigène en Flandre, verspreiding in Wallonie onbekend             |
| Rosier pimprenelle               | Rosa pimpinellifolia                           | indigène                                                           |
| Rosier rouillé                   | Rosa rubiginosa                                | indigène                                                           |
| Rosier rugueux                   | Rosa rugosa                                    | naturalisé                                                         |
| Rosier tomenteux                 | Rosa tomentosa                                 | indigène                                                           |
| Rosier velu                      | Rosa villosa                                   | indigène                                                           |
| Rossolis à feuilles longues      | Drosera anglica                                | disparu                                                            |
| Rossolis à feuilles rondes       | Drosera rotundifolia                           | indigène                                                           |
| Rossolis intermédiaire           | Drosera intermedia                             | indigène                                                           |
| Rubanier à feuilles étroites     | Sparganium angustifolium                       | indigène en Flandre, pas en Wallonie                               |
| Rubanier à feuilles étroites     | Sparganium erectum                             | indigène                                                           |
| Rubanier nain                    | Sparganium natans                              | indigène                                                           |
| Rubanier simple                  | Sparganium emersum                             | indigène                                                           |
| Rubéole des champs               | Sherardia arvensis                             | pas en Flandre, indigène en Wallonie                               |
| Rudbeckia lacinié                | Rudbeckia laciniata                            | naturalisé                                                         |
| Rudbeckie hérissée               | Rudbeckia hirta                                | pas en Flandre, naturalisé en Wallonie                             |
| Rue des murailles                | Asplenium ruta-muraria                         | indigène                                                           |
| Rue odorante                     | Ruta graveolens                                | naturalisé en Flandre, peut être naturalisé en Wallonie            |
| Ruppie maritime                  | Ruppia maritima                                | disparu de la Flandre, pas en Wallonie                             |
| Ruppie spiralée                  | Ruppia cirrhosa                                | disparu de la Flandre, pas en Wallonie                             |

## S
A B C D E F G H I J K L M N O P Q R S T U V W Z Sans nom vernaculaire Français
| Nom vernaculaire                  | Nom binominal                             | Statut |
| Sabline à feuilles de serpolet    | Arenaria serpyllifolia                    | indigène |
| Sabline grêle                     | Arenaria leptoclados                      | indigène |
| Sabot de Vénus                    | Cypripedium calceolus                     | pas en Flandre, disparu de la Wallonie                                                                      |
| Sagesse des chirurgiens           | Descurainia sophia                        | indigène en Flandre, disparu de la Wallonie                                                                 |
| Sagine apétale                    | Sagina apetala                            | indigène |
| Sagine apétale                    | Sagina micropetala                        | indigène |
| Sagine couchée                    | Sagina procumbens                         | indigène |
| Sagine maritime                   | Sagina maritima                           | indigène en Flandre, pas en Wallonie                                                                        |
| Sagine noueuse                    | Sagina nodosa                             | indigène |
| Sagittaire                        | Sagittaria sagittifolia                   | indigène |
| Sainfoin                          | Onobrychis viciifolia                     | naturalisé                                                                                                  |
| Salicaire à feuilles d'hysope     | Lythrum hyssopifolia                      | pas en Flandre, naturalisé en Wallonie                                                                      |
| Salicaire commune                 | Lythrum salicaria                         | indigène |
| Salicorne couchée                 | Salicornia procumbens                     | indigène en Flandre, pas en Wallonie                                                                        |
| Salicorne d'Europe                | Salicornia europaea                       | indigène en Flandre, pas en Wallonie                                                                        |
| Salicorne naine                   | Salicornia pusilla                        | disparu de la Flandre, pas en Wallonie                                                                      |
| Salsifis à feuilles de poireau    | Tragopogon porrifolius                    | accidentel in Flandre, pas en Wallonie                                                                      |
| Salsifis des prés                 | Tragopogon pratensis                      | indigène |
| Salsifis d'Orient                 | Tragopogon pratensis subsp. orientalis    | indigène |
| Salsifis douteux                  | Tragopogon dubius                         | naturalisé                                                                                                  |
| Salvinie nageante                 | Salvinia natans                           | disparu de la Flandre, pas en Wallonie                                                                      |
| Samole de Valerand                | Samolus valerandi                         | indigène en Flandre, indigène en Wallonie ou disparu                                                        |
| Sanicle d'Europe                  | Sanicula europaea                         | indigène |
| Saponaire                         | Saponaria officinalis                     | naturalisé avant 1500                                                                                       |
| Sarrasin de Tartarie              | Fagopyrum tataricum                       | pas en Flandre, naturalisé en Wallonie mais peut être disparu maintenant                                    |
| Sauge des bois                    | Salvia nemorosa                           | planté-introduit-cultivé en Flandre, naturalisé en Wallonie                                                 |
| Sauge des prés                    | Salvia pratensis                          | indigène |
| Sauge fausse verveine             | Salvia verbenaca                          | pas en Flandre, peut être naturalisé en Wallonie                                                            |
| Sauge verticillée                 | Salvia verticillata                       | indigène |
| Saule à oreillettes               | Salix aurita                              | indigène |
| Saule à trois étamines            | Salix triandra                            | indigène |
| Saule blanc                       | Salix alba                                | indigène |
| Saule cendré                      | Salix cinerea subsp. cinerea              | indigène |
| Saule cendré                      | Salix cinerea subsp. oleifolia            | indigène en Flandre, distribution en Wallonie inconnue                                                      |
| Saule des vanniers                | Salix viminalis                           | indigène |
| Saule fragile                     | Salix fragilis                            | indigène |
| Saule laurier                     | Salix pentandra                           | peut être indigène                                                                                          |
| Saule marsault                    | Salix caprea                              | indigène |
| Saule pourpre                     | Salix purpurea                            | indigène |
| Saule rampant                     | Salix repens                              | indigène |
| Saxifrage à feuilles rondes       | Saxifraga rotundifolia                    | pas en Flandre, naturalisé en Wallonie                                                                      |
| Saxifrage à trois doigts          | Saxifraga tridactylites                   | indigène |
| Saxifrage granulée                | Saxifraga granulata                       | indigène |
| Saxirage hypnum                   | Saxifraga hypnoides                       | pas en Flandre, indigène en Wallonie                                                                        |
| Saxifrage rhénane                 | Saxifraga rosacea                         | indigène en Wallonie                                                                                        |
| Scabieuse colombaire              | Scabiosa columbaria                       | indigène |
| Scabieuse des prés                | Scabiosa columbaria subsp. pratensis      | pas en Flandre, indigène en Wallonie                                                                        |
| Sceau de Salomon commun           | Polygonatum multiflorum                   | indigène |
| Sceau de Salomon odorant          | Polygonatum odoratum                      | indigène |
| Sceau de Salomon verticillé       | Polygonatum verticillatum                 | pas en Flandre, indigène en Wallonie                                                                        |
| Scheuchzérie des marais           | Scheuchzeria palustris                    | disparu |
| Scille à deux feuilles            | Scilla bifolia                            | pas en Flandre, indigène en Wallonie                                                                        |
| Scirpe à nombreuses tiges         | Eleocharis multicaulis                    | indigène en Flandre, peut être indigène en Wallonie                                                         |
| Scirpe à une écaille              | Eleocharis uniglumis                      | indigène |
| Scirpe cespiteux                  | Trichophorum cespitosum subsp. germanicum | indigène |
| Scirpe comprimé                   | Blysmus compressus                        | indigène |
| Scirpe des bois                   | Scirpus sylvaticus                        | indigène |
| Scirpe des marais                 | Eleocharis palustris                      | indigène |
| Scirpe épingle                    | Eleocharis acicularis                     | indigène |
| Scirpe flottant                   | Eleogiton fluitans                        | indigène en Flandre, pas en Wallonie                                                                        |
| Scirpe-jonc                       | Scirpoides holoschoenus                   | indigène |
| Scirpe maritime                   | Bolboschoenus maritimus                   | indigène |
| Scirpe ovoïde                     | Eleocharis ovata                          | indigène |
| Scirpe pauciflore                 | Eleocharis quinqueflora                   | indigène |
| Scirpe piquant                    | Schoenoplectus pungens                    | indigène en Flandre, pas en Wallonie                                                                        |
| Scirpe triquètre                  | Schoenoplectus triqueter                  | indigène en Flandre, pas en Wallonie                                                                        |
| Scléranthe à plusieurs graines    | Scleranthus annuus subsp. polycarpos      | indigène |
| Scléranthe vivace                 | Scleranthus perennis                      | indigène |
| Scorsonère peu élevé              | Scorzonera humilis                        | indigène |
| Scrofulaire aquatique             | Scrophularia auriculata                   | indigène |
| Scrofulaire printanière           | Scrophularia vernalis                     | pas en Flandre, naturalisé en Wallonie                                                                      |
| Scrophulaire aquatique            | Scrophularia umbrosa                      | indigène |
| Scrophulaire noueuse              | Scrophularia nodosa                       | indigène |
| Scutellaire casquée               | Scutellaria galericulata                  | indigène |
| Seigle de mer                     | Leymus arenarius                          | indigène en Flandre, pas en Wallonie                                                                        |
| Sélin à feuilles de cumin-des-pré | Selinum carvifolia                        | indigène |
| Séneçon à feuilles de roquette    | Jacobaea erucifolia                       | indigène |
| Séneçon aquatique                 | Jacobaea aquatica                         | indigène |
| Séneçon commun                    | Senecio vulgaris                          | indigène |
| Séneçon de Fuchs                  | Senecio ovatus                            | indigène |
| Séneçon de printemps              | Senecio vernalis                          | indigène |
| Séneçon des bois                  | Senecio sylvaticus                        | indigène |
| Séneçon des marais                | Jacobaea paludosa                         | indigène |
| Séneçon des saussaies             | Senecio fluviatilis                       | indigène |
| Séneçon du Cap                    | Senecio inaequidens                       | naturalisé                                                                                                  |
| Séneçon jacobée                   | Jacobaea vulgaris                         | indigène |
| Séneçon luisant                   | Senecio squalidus                         | naturalisé                                                                                                  |
| Séneçon nu                        | Jacobaea vulgaris subsp. dunensis         | probablement pas en Flandre, pas en Wallonie                                                                |
| Séneçon spatulé                   | Senecio helenitis                         | disparu de la Flandre, indigène en Wallonie                                                                 |
| Séneçon visqueux                  | Senecio viscosus                          | indigène |
| Serpolet couché                   | Thymus praecox                            | pas en Flandre, indigène en Wallonie                                                                        |
| Serratule des teinturiers         | Serratula tinctoria                       | indigène |
| Seslérie bleue                    | Sesleria albicans                         | indigène |
| Sétaire glauque                   | Setaria faberi                            | naturalisé en Flandre, pas en Wallonie                                                                      |
| Sétaire glauque                   | Setaria pumila                            | naturalisé                                                                                                  |
| Sétaire verte                     | Setaria viridis                           | indigène |
| Sétaire verticillée               | Setaria verticillata                      | indigène |
| Silaüs des prés                   | Silaum silaus                             | indigène |
| Silène à bouquets                 | Silene armeria                            | planté-introduit-cultivé en Flandre, disparu de la Wallonie mais planté-introduit-cultivé de temps-en-temps |
| Silène à oreillettes              | Silene otites                             | probablement disparu de la Flandre, pas en Wallonie                                                         |
| Silène conique                    | Silene conica                             | indigène en Flandre, disparu de la Wallonie                                                                 |
| Silène de France                  | Silene gallica                            | disparu et accidentel                                                                                       |
| Silène de nuit                    | Silene noctiflora                         | indigène |
| Silène enflé                      | Silene vulgaris                           | indigène |
| Silène fourchu                    | Silene dichotoma                          | pas en Flandre, naturalisé en Wallonie                                                                      |
| Silène penché                     | Silene nutans                             | indigène |
| Sison amome                       | Sison amomum                              | indigène en Flandre, pas en Wallonie                                                                        |
| Sisymbre de Loesel                | Sisymbrium loeselii                       | naturalisé                                                                                                  |
| Sisymbre des Pyrénées             | Sisymbrium austriacum subsp. chrysanthum  | naturalisé                                                                                                  |
| Sisymbre d'Orient                 | Sisymbrium orientale                      | naturalisé                                                                                                  |
| Sisymbre fausse-moutarde          | Sisymbrium altissimum                     | naturalisé                                                                                                  |
| Solidage du Canada                | Solidago canadensis                       | naturalisé                                                                                                  |
| Solidage géant                    | Solidago gigantea                         | naturalisé                                                                                                  |
| Solidage verge d'or               | Solidago virgaurea                        | indigène |
| Sorbier des oiseleurs             | Sorbus aucuparia                          | indigène |
| Sorbier domestique                | Sorbus domestica                          | pas en Flandre, indigène en Wallonie                                                                        |
| Sorgho d'Alep                     | Sorghum halepense                         | naturalisé                                                                                                  |
| Souchet brun                      | Cyperus fuscus                            | indigène |
| Souchet comestible                | Cyperus esculentus                        | indigène en Flandre, pas en Wallonie                                                                        |
| Souchet jaunâtre                  | Cyperus flavescens                        | disparu |
| Souci des champs                  | Calendula arvensis                        | pas en Flandre, disparu de la Wallonie                                                                      |
| Soude brûlée                      | Salsola kali subsp. kali                  | indigène en Flandre, pas en Wallonie                                                                        |
| Soude maritime                    | Suaeda maritima                           | indigène en Flandre, pas en Wallonie                                                                        |
| Soude maritime                    | Suaeda maritima                           | indigène en Flandre, pas en Wallonie                                                                        |
| Soude roulante                    | Salsola kali subsp. ruthenica             | indigène |
| Spargoute printanière             | Spergula morisonii                        | indigène |
| Spartine d'Angleterre             | Spartina anglica                          | indigène en Flandre, pas en Wallonie                                                                        |
| Spartine maritime                 | Spartina maritima                         | disparu de la Flandre, pas en Wallonie                                                                      |
| Spergulaire atlantique            | Spergularia salina                        | indigène en Flandre, accidentel en Wallonie                                                                 |
| Spergulaire des moissons          | Spergularia segetalis                     | disparu |
| Spergulaire marine                | Spergularia marina                        | indigène en Flandre, naturalisé en Wallonie                                                                 |
| Spergulaire rouge                 | Spergularia rubra                         | indigène |
| Spergule à cinq étamines          | Spergula pentandra                        | pas en Flandre, disparu de la Wallonie                                                                      |
| Spiranthe d'automne               | Spiranthes spiralis                       | disparu de la Flandre, indigène en Wallonie                                                                 |
| Spiranthe d'été                   | Spiranthes aestivalis                     | disparu de la Flandre, pas en Wallonie                                                                      |
| Spirée filipendule                | Filipendula vulgaris                      | pas en Flandre, disparu de la Wallonie                                                                      |
| Spirodèle à plusieurs racines     | Spirodela polyrhiza                       | indigène |
| Stellaire aquatique               | Stellaria aquatica                        | indigène |
| Stellaire des bois                | Stellaria nemorum                         | indigène |
| Stellaire des marais              | Stellaria palustris                       | indigène |
| Stellaire des marais              | Stellaria uliginosa                       | indigène |
| Stellaire graminée                | Stellaria graminea                        | indigène |
| Stellaire holostée                | Stellaria holostea                        | indigène |
| Stellaire pâle                    | Stellaria pallida                         | indigène |
| Subulaire aquatique               | Subularia aquatica                        | disparu de la Flandre, pas en Wallonie                                                                      |
| Succise des prés                  | Succisa pratensis                         | indigène |
| Sucepin                           | Monotropa hypopitys                       | indigène |
| Sureau hièble                     | Sambucus ebulus                           | indigène |
| Sureau noir                       | Sambucus nigra                            | indigène |
| Sureau rouge                      | Sambucus racemosa                         | indigène |
| Surelle                           | Oxalis acetosella                         | indigène |
| Symphorine                        | Symphoricarpos albus                      | naturalisé                                                                                                  |

## T
A B C D E F G H I J K L M N O P Q R S T U V W Z Sans nom vernaculaire Français
| Nom vernaculaire           | Nom binominal                            | Statut                                                   |
| Tabouret calaminaire       | Thlaspi caerulescens                     | indigène                                                 |
| Tabouret des champs        | Thlaspi arvense                          | naturalisé avant 1500                                    |
| Tabouret des montagnes     | Thlaspi montanum                         | pas en Flandre, indigène en Wallonie                     |
| Tabouret perfolié          | Thlaspi perfoliatum                      | indigène                                                 |
| Tabouret sylvestre         | Thlaspi caerulescens subsp. caerulescens | pas en Flandre, indigène en Wallonie                     |
| Tamier commun              | Tamus communis                           | indigène                                                 |
| Téesdalie à tige nue       | Teesdalia nudicaulis                     | indigène                                                 |
| Thésion couché             | Thesium humifusum                        | indigène en Flandre, indigène en Wallonie ou disparu     |
| Thésium des Pyrénées       | Thesium pyrenaicum                       | pas en Flandre, indigène en Wallonie                     |
| Thym de bergère            | Thymus pulegioides                       | indigène                                                 |
| Thym serpolet              | Thymus serpyllum                         | indigène                                                 |
| Thyrsiflore jaune          | Lysimachia thyrsiflora                   | indigène en Flandre, pas en Wallonie                     |
| Tilleul à grandes feuilles | Tilia platyphyllos                       | indigène                                                 |
| Tilleul à petites feuilles | Tilia cordata                            | indigène                                                 |
| Topinambour                | Helianthus tuberosus                     | naturalisé                                               |
| Torilis anthrisque         | Torilis japonica                         | indigène                                                 |
| Torilis des moissons       | Torilis arvensis                         | indigène                                                 |
| Torilis noueux             | Torilis nodosa                           | indigène en Flandre, disparu de la Wallonie              |
| Trèfle à petites fleurs    | Trifolium micranthum                     | indigène en Flandre, disparu de la Wallonie              |
| Trèfle alpestre            | Trifolium alpestre                       | pas en Flandre, peut être indigène en Wallonie           |
| Trèfle blanc               | Trifolium repens                         | indigène                                                 |
| Trèfle champêtre           | Trifolium campestre                      | indigène                                                 |
| Trèfle d'eau               | Menyanthes trifoliata                    | indigène                                                 |
| Trèfle des champs          | Trifolium arvense                        | indigène                                                 |
| Trèfle des montagnes       | Trifolium montanum                       | pas en Flandre, indigène en Wallonie                     |
| Trèfle des prés            | Trifolium pratense                       | indigène                                                 |
| Trèfle doré                | Trifolium aureum                         | accidentel en Flandre, naturalisé en Wallonie            |
| Trèfle douteux             | Trifolium dubium                         | indigène                                                 |
| Trèfle fraise              | Trifolium fragiferum                     | indigène                                                 |
| Trèfle hybride             | Trifolium hybridum                       | indigène                                                 |
| Trèfle intermédiaire       | Trifolium medium                         | indigène                                                 |
| Trèfle jaunâtre            | Trifolium ochroleucon                    | pas en Flandre, indigène en Wallonie                     |
| Trèfle rouge               | Trifolium rubens                         | pas en Flandre, indigène en Wallonie                     |
| Trèfle scabre              | Trifolium scabrum                        | indigène en Flandre, probablement disparu de la Wallonie |
| Trèfle semeur              | Trifolium subterraneum                   | indigène en Flandre, pas en Wallonie                     |
| Trèfle strié               | Trifolium striatum                       | indigène                                                 |
| Trientale                  | Trientalis europaea                      | indigène                                                 |
| Trisète jaunâtre           | Trisetum flavescens                      | indigène                                                 |
| Troène commun              | Ligustrum vulgare                        | indigène                                                 |
| Troscart des marais        | Triglochin palustris                     | indigène                                                 |
| Troscart maritime          | Triglochin maritima                      | indigène en Flandre, pas en Wallonie                     |
| Tulipe sauvage             | Tulipa sylvestris                        | indigène                                                 |
| Tunique prolifère          | Petrorhagia prolifera                    | indigene                                                 |

## U
A B C D E F G H I J K L M N O P Q R S T U V W Z Sans nom vernaculaire Français
| Nom vernaculaire          | Nom binominal          | Statut                                      |
| Utriculaire commune       | Utricularia vulgaris   | indigène                                    |
| Utriculaire intermédiaire | Utricularia intermedia | indigène en Flandre, pas en Wallonie        |
| Utriculaire jaunâtre      | Utricularia ochroleuca | indigène en Flandre, disparu de la Wallonie |
| Utriculaire négligée      | Utricularia australis  | indigene                                    |

## V
A B C D E F G H I J K L M N O P Q R S T U V W Z Sans nom vernaculaire Français
| Nom vernaculaire                  | Nom binominal                        | Statut                                                            |
| Vaccaire d'Espagne                | Vaccaria hispanica                   | naturalisé en Flandre, disparu de la Wallonie                     |
| Valériane dioïque                 | Valeriana dioica                     | indigène                                                          |
| Valériane officinale des collines | Valeriana wallrothii                 | pas en Flandre, indigène en Wallonie                              |
| Valériane officinale              | Valeriana officinalis                | indigène                                                          |
| Valériane rouge                   | Centranthus ruber                    | naturalisé                                                        |
| Vallisnérie spiralée              | Vallisneria spiralis                 | pas en Flandre, naturalisé mais disparu de la Wallonie maintenant |
| Vélar d'Orient                    | Conringia orientalis                 | pas en Flandre, indigène en Wallonie                              |
| Vélar en baguette                 | Erysimum virgatum                    | pas en Flandre, indigène en Wallonie                              |
| Vélar fausse Giroflée             | Erysimum cheiranthoides              | indigène                                                          |
| Venténate douteuse                | Ventenata dubia                      | pas en Flandre, disparu de la Wallonie                            |
| Vergerette âcre                   | Erigeron acer                        | indigène                                                          |
| Vergerette annuelle               | Erigeron annuus                      | naturalisé                                                        |
| Vergerette de Sumatra             | Conyza sumatrensis                   | naturalisé                                                        |
| Veronique à écussons              | Veronica scutellata                  | indigène                                                          |
| Véronique à feuilles d'acinos     | Veronica acinifolia                  | probablement disparu                                              |
| Véronique à feuilles de lierre    | Veronica hederifolia                 | indigène                                                          |
| Véronique à feuilles de serpolet  | Veronica serpyllifolia               | indigène                                                          |
| Véronique à feuilles mates        | Veronica opaca                       | probablement disparu in Flandre, indigène en Wallonie             |
| Veronique à feuilles trilobées    | Veronica triphyllos                  | indigène                                                          |
| Véronique à longues feuilles      | Veronica longifolia                  | indigène en Flandre, pas en Wallonie                              |
| Véronique couchée                 | Veronica prostrata                   | pas en Flandre, indigène en Wallonie                              |
| Véronique de Perse                | Veronica persica                     | indigène                                                          |
| Véronique des campagnes           | Veronica agrestis                    | indigène                                                          |
| Véronique des champs              | Veronica arvensis                    | indigène                                                          |
| Veronique des montagnes           | Veronica montana                     | indigène                                                          |
| Véronique du printemps            | Veronica verna                       | pas en Flandre, peut être indigène en Wallonie                    |
| Véronique filiforme               | Veronica filiformis                  | indigène                                                          |
| Véronique germandrée              | Veronica austriaca subsp. teucrium   | pas en Flandre, indigène en Wallonie                              |
| Véronique luisante                | Veronica polita                      | indigène                                                          |
| Véronique mouron d'eau            | Veronica catenata                    | indigène                                                          |
| Véronique officinale              | Veronica officinalis                 | indigène                                                          |
| Véronique petit-chêne             | Veronica chamaedrys                  | indigène                                                          |
| Véronique précoce                 | Veronica praecox                     | indigène                                                          |
| Véronique voyageuse               | Veronica peregrina                   | naturalisé avant 1900                                             |
| Verveine officinale               | Verbena officinalis                  | indigène                                                          |
| Vesce à feuilles ténues           | Vicia tenuifolia                     | indigène                                                          |
| Vesce à folioles étroites         | Vicia sativa subsp. nigra            | indigène                                                          |
| Vesce à forme de pois             | Vicia pisiformis                     | pas en Flandre, indigène en Wallonie                              |
| Vesce à petites fleurs            | Vicia tetrasperma subsp. gracilis    | indigène                                                          |
| Vesce à quatre graines            | Vicia tetrasperma subsp. tetrasperma | indigène                                                          |
| Vesce cracca                      | Vicia cracca                         | indigène                                                          |
| Vesce des haies                   | Vicia sepium                         | indigène                                                          |
| Vesce des moissons                | Vicia sativa subsp. segetalis        | naturalisé avant 1500                                             |
| Vesce fausse gesse                | Vicia lathyroides                    | indigène                                                          |
| Vesce hérissée                    | Vicia hirsuta                        | indigène                                                          |
| Vesce jaune                       | Vicia lutea                          | naturalisé                                                        |
| Vesce Orobe                       | Vicia orobus                         | pas en Flandre, indigène en Wallonie                              |
| Vesce velue                       | Vicia villosa                        | indigène                                                          |
| Vigne vierge commune              | Parthenocissus inserta               | naturalisé                                                        |
| Violette à feuilles de pêcher     | Viola persicifolia                   | disparu de la Flandre, pas en Wallonie                            |
| Violette de Rivinus               | Viola riviniana                      | indigène                                                          |
| Violette des bois                 | Viola reichenbachiana                | indigène                                                          |
| Violette des chiens               | Viola canina                         | indigène                                                          |
| Violette des marais               | Viola palustris                      | indigène                                                          |
| Violette étonnante                | Viola mirabilis                      | pas en Flandre, indigène en Wallonie                              |
| Violette hérissée                 | Viola hirta                          | indigène                                                          |
| Violette lactée                   | Viola lactea                         | indigène en Flandre, pas en Wallonie                              |
| Violette odorante                 | Viola odorata                        | indigène                                                          |
| Violette rupestre                 | Viola rupestris                      | pas en Flandre, indigène en Wallonie                              |
| Viorne lantane                    | Viburnum lantana                     | indigène                                                          |
| Viorne obier                      | Viburnum opulus                      | indigène                                                          |
| Vipérine commune                  | Echium vulgare                       | indigène                                                          |
| Vulpie à une glume                | Vulpia fasciculata                   | indigène en Flandre, pas en Wallonie                              |
| Vulpie ciliée                     | Vulpia ciliata subsp. ambigua        | indigène en Flandre, pas en Wallonie                              |
| Vulpie ciliée                     | Vulpia ciliata subsp. ciliata        | indigène en Flandre, pas en Wallonie                              |
| Vulpie membraneuse                | Vulpia membranacea                   | naturalisé en Flandre, pas en Wallonie                            |
| Vulpie queue d’écureuil           | Vulpia bromoides                     | indigène                                                          |
| Vulpie queue de rat               | Vulpia myuros                        | indigène                                                          |
| Vulpie unilatérale                | Vulpia unilateralis                  | pas en Flandre, indigène en Wallonie                              |
| Vulpin bulbeux                    | Alopecurus bulbosus                  | disparu de la Flandre, pas en Wallonie                            |
| Vulpin des champs                 | Alopecurus myosuroides               | indigène                                                          |
| Vulpin des prés                   | Alopecurus pratensis                 | indigène                                                          |
| Vulpin genouillé                  | Alopecurus geniculatus               | indigène                                                          |
| Vulpin roux                       | Alopecurus aequalis                  | indigène                                                          |
| Vulpin utriculé                   | Alopecurus rendlei                   | pas en Flandre, indigène en Wallonie                              |

## W
A B C D E F G H I J K L M N O P Q R S T U V W Z Sans nom vernaculaire Français
| Nom vernaculaire     | Nom binominal          | Statut   |
| Wahlenbergie         | Wahlenbergia hederacea | indigène |
| Wolffie sans racines | Wolffia arrhiza        | indigène |

## Z
A B C D E F G H I J K L M N O P Q R S T U V W Z Sans nom vernaculaire Français
| Nom vernaculaire        | Nom binominal                             | Statut                                 |
| Zannichellie des marais | Zannichellia palustris subsp. palustris   | indigène                               |
| Zannichellie pédicellée | Zannichellia palustris subsp. pedicellata | indigène en Flandre, pas en Wallonie   |
| Zostère naine           | Zostera noltei                            | disparu de la Flandre, pas en Wallonie |

## Sans nom vernaculaire français
A B C D E F G H I J K L M N O P Q R S T U V W Z Sans nom vernaculaire français
| Nom vernaculaire | Nom binominal | Statut |